# Viry-Châtillon
Pour les articles homonymes, voir Viry et Châtillon.
Viry-Châtillon (prononcé [viʁi ʃat̪ijɔ̃] ) est une commune française située à vingt-et-un kilomètres au sud de Paris dans le département de l’Essonne en région Île-de-France.
Des domaines partagés transmis entre d’illustres familles, Viry-sur-Orge, le bourg agricole situé sur la route de Paris à Fontainebleau et Châtillon-sur-Seine, village au bord du fleuve, fusionnèrent en 1790. Doté au XIXe siècle de la gare de Viry-Châtillon sur la nouvelle ligne de Villeneuve-Saint-Georges à Montargis, la commune accueillit en 1909 le premier aérodrome organisé du monde. S’il ne perdura pas au-delà de la Première Guerre mondiale, il permit la renommée de la commune, qui connut par ailleurs dès les années 1920 un développement démographique important avec le lotissement de la plaine alluviale, porté par l’axe majeur que constituait la route nationale 7. Ce développement se poursuivit dans les années 1960 avec la construction des grands ensembles de La Grande Borne, des Coteaux de l’Orge et de la Cilof en bordure de la récente autoroute A6. La commune est aujourd’hui connue pour accueillir le département moteurs de l’écurie de course automobile Renault F1 Team devenue Alpine F1 Team en 2021.
Ses habitants sont appelés les Castelvirois.

## Géographie

### Localisation
Viry-Châtillon est située dans la région Île-de-France, au nord du département de l’Essonne, totalement intégré à l’agglomération parisienne, à la frontière des régions naturelles du Hurepoix et de la Brie française.
La commune occupe un territoire dont la forme prend approximativement celle d’un triangle rectangle dont l’angle aigu serait orienté au sud-ouest. Ce territoire occupe une superficie de six cent seize hectares dont plus de 75 % étaient construits en 2003 et seulement 10 % considérés comme ruraux, exclusivement constitués d’espaces aquatiques autour du lac.
La commune est implantée sur la rive gauche de la Seine qui alimente par un ruisseau le vaste lac de Viry-Châtillon dont un tiers seulement est effectivement dans les limites communales. Coule aussi sur le territoire le bras principal et la rivière morte de l’Orge, cette dernière rejoint le fleuve à proximité du centre-ville. Ce réseau hydrographique a modelé le terrain, créant un coteau qui sépare aujourd’hui le plateau au sud du territoire de la vallée au nord. Cette vallée accueille plusieurs axes de transport majeurs qui traversent la commune du Nord au Sud,
L’urbanisation a suivi ces obstacles naturels et artificiels, le centre-ville est ainsi disposé dans la vallée, les zones d’activités commerciales et industrielles se sont implantées à proximité des voies routières, puis intervint le lotissement des coteaux par des grands ensembles au nord, des pavillons à l’emplacement de l’ancien Port-Aviation, et enfin l’occupation du plateau avec la création dans les années 1960 du vaste quartier d’habitat social de la Grande Borne, commun avec la ville voisine de Grigny.
Viry-Châtillon est située à vingt-et-un kilomètres au sud-est de Paris-Notre-Dame, point zéro des routes de France, sept kilomètres au nord-ouest d’Évry, onze kilomètres au nord-ouest de Corbeil-Essonnes, onze kilomètres au sud-est de Palaiseau, trente-deux kilomètres au nord-est d’Étampes, neuf kilomètres au nord-est de Montlhéry, treize kilomètres au nord-est d’Arpajon, vingt-et-un kilomètres au nord de La Ferté-Alais, trente-et-un kilomètres au nord-ouest de Milly-la-Forêt et trente-et-un kilomètres au nord-est de Dourdan.
La commune est aussi située à cent quatre-vingt-six kilomètres au nord-ouest de son ancien homonyme Châtillon-sur-Seine.
Le territoire de Viry-Châtillon est installé sur la rive gauche de la Seine, le fleuve marque ainsi la frontière naturelle avec la commune limitrophe de Draveil à l’Est et au Nord-Est. Au Nord, la rue de Châtillon, la rue Pasteur, la route nationale 7 appelée avenue de la Cour de France et le cours de l’Orge marquent la frontière avec Juvisy-sur-Orge. Cette même rivière marque au Nord-Ouest et à l’Ouest la frontière avec Savigny-sur-Orge. Au Sud-Ouest, sur le plateau, la rue Diderot, la rue du Docteur Roux, l’avenue du Commandant Barré, la voie de Compiègne, l’avenue des Bouleaux et l’avenue du Pavillon matérialisent la frontière avec Morsang-sur-Orge, au Sud, une frontière passe dans le parc séparant la commune de sa voisine Fleury-Mérogis. Enfin, au Sud-Est, la frontière avec Grigny suit en parallèle l’avenue Victor Schœlcher, puis l’allée des Bouvreuils et le chemin des Gâtinois, passant au milieu du lac de Viry-Châtillon.
Les communes limitrophes sont Juvisy-sur-Orge, Grigny, Draveil, Fleury-Mérogis, Morsang-sur-Orge et Savigny-sur-Orge.
| Savigny-sur-Orge | Juvisy-sur-Orge | Draveil |
|                  | Viry-Châtillon  |         |
| Morsang-sur-Orge | Fleury-Mérogis  | Grigny  |

### Hydrographie
La commune de Viry-Châtillon est implantée sur la rive gauche du fleuve la Seine qui parcourt un kilomètre et quatre cents mètres à l’extrême Est du territoire.
Une longue partie de la limite avec les communes voisines de Savigny-sur-Orge puis Juvisy-sur-Orge est matérialisée au Nord par le cours de la rivière affluente l’Orge qui parcourt ainsi deux kilomètres et trois cents mètres sur le territoire communal. Approximativement au milieu de ce trajet, elle se sépare au niveau d’un barrage pour donner naissance à la Morte Rivière d’Orge qui entre dans le centre-ville de Viry-Châtillon, jusqu’à la confluence avec le fleuve deux kilomètres trois cents mètres plus en aval au niveau du port de commerce.
Au Nord-Est du territoire, un étang alimenté par cette morte rivière occupe l’espace entre la route nationale 7 et la rue du Pont Godeau. Avenue des Castors, un bassin artificiel agrémente le parc de la résidence de la Haute Borne. Au Sud-Est, le lac de Viry-Châtillon, relié au fleuve par un ruisseau, est partagé entre la commune et sa voisine, Grigny. Ne se trouvent sur le domaine de Viry-Châtillon que ses subdivisions appelées le bassin de l’Amiral et les Noues de Seine, soit un tiers des soixante-dix-sept hectares de l’ensemble aujourd’hui consacré à la base nautique. En souterrain, la commune est traversée du sud au nord par les aqueducs de la Vanne et du Loing qui alimentent Paris en eau potable par le réservoir de Montsouris.

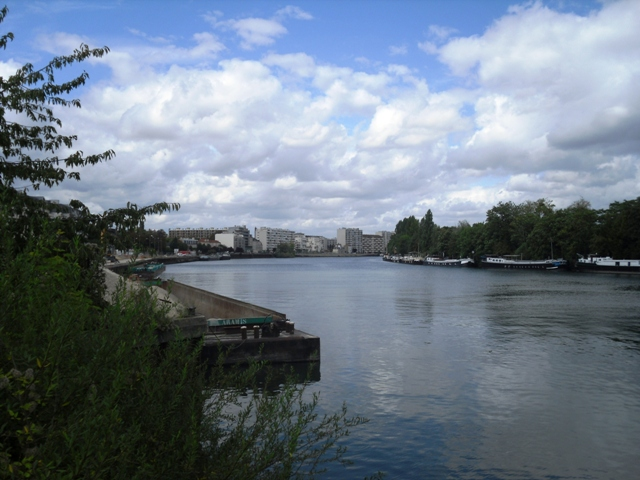
La Seine au niveau du port.
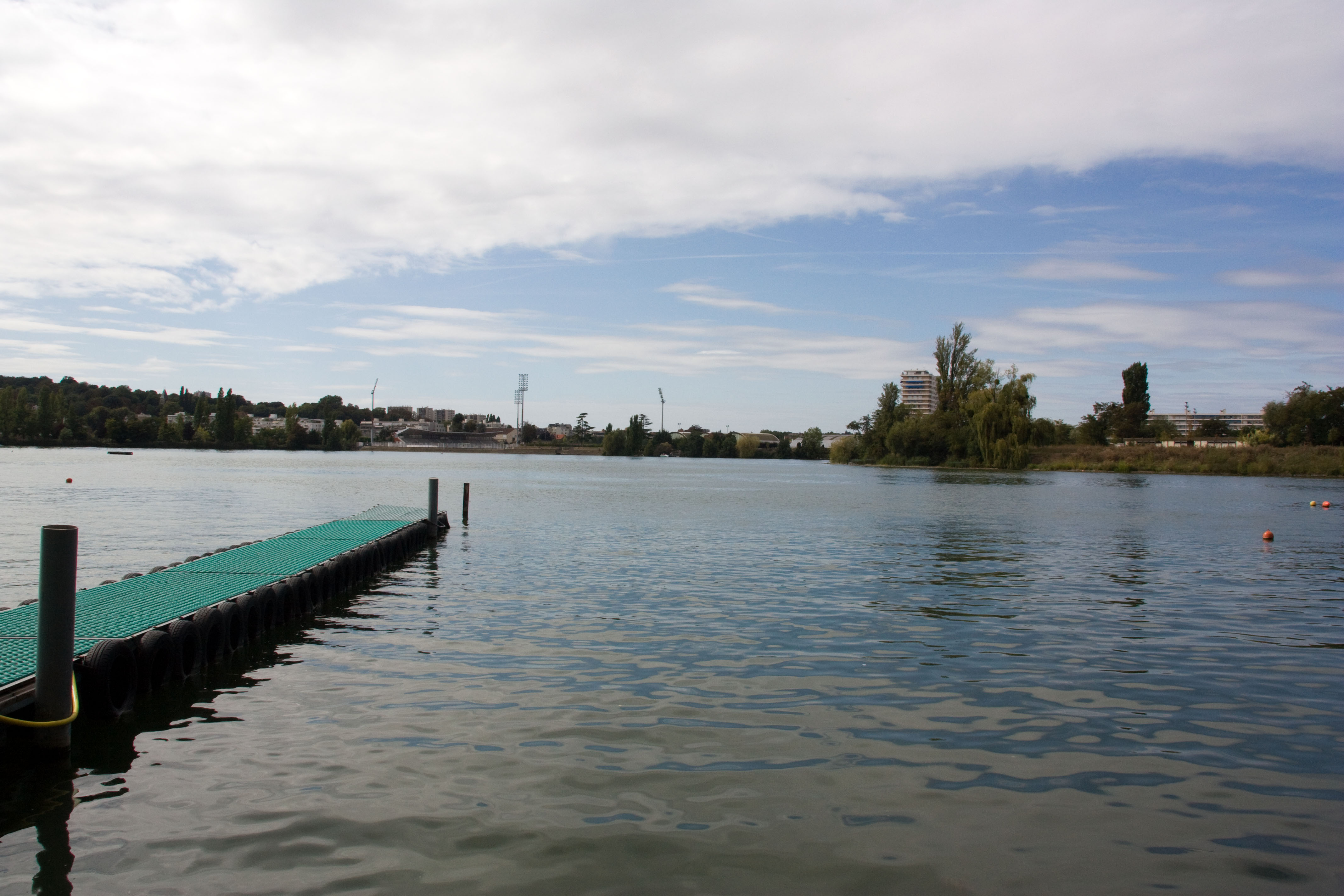
Vue du lac de Viry-Châtillon vers l’ouest.
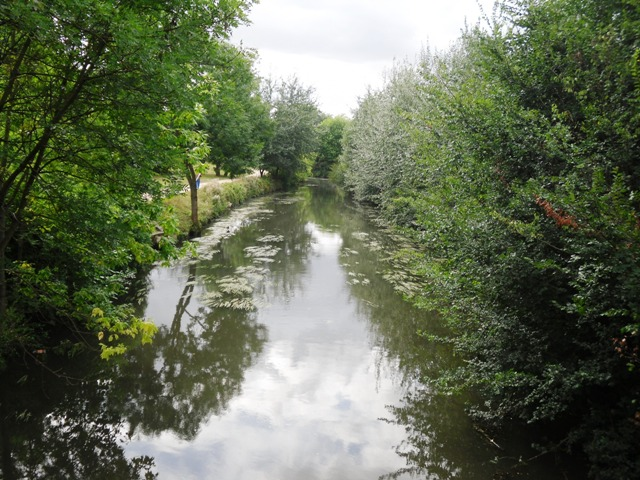
L’Orge en limite de communes avec Savigny-sur-Orge.

### Relief et géologie
Viry-Châtillon est implantée pour sa partie ouest en limite du plateau du Hurepoix, et pour sa moitié est dans la vallée creusée par la Seine. Son territoire s’étage entre une altitude maximale fixée à quatre-vingt-quatre mètres sur le plateau à proximité de la Grande Borne et une altitude minimale à trente-deux mètres au bord du fleuve. Le territoire s’incline relativement rapidement vers le nord-est et la vallée de la Seine, formant un coteau orienté à l’est, la forte déclivité de l’avenue Marmont matérialise ce relief, l’altitude passant approximativement de quatre-vingt-cinq mètres au niveau du moulin à seulement quarante-trois mètres à proximité de l’hôtel de ville à seulement un kilomètre de distance. Située à la frontière du Hurepoix, le sous-sol de Viry-Châtillon est caractéristique de celui du Bassin parisien, mêlant à cet endroit des couches successives de meulière, de limon, d’argile et de calcaire, l’érosion laissant apparaître ses divers étages sur le coteau.

### Climat
Pour des articles plus généraux, voir Climat de l'Île-de-France et Climat de l'Essonne.
En 2010, le climat de la commune est de type climat océanique dégradé des plaines du Centre et du Nord, selon une étude du CNRS s'appuyant sur une série de données couvrant la période 1971-2000. En 2020, Météo-France publie une typologie des climats de la France métropolitaine dans laquelle la commune est exposée à un climat océanique altéré et est dans la région climatique  Sud-ouest du bassin Parisien, caractérisée par une faible pluviométrie, notamment au printemps (120 à 150 mm) et un hiver froid (3,5 °C). 
Pour la période 1971-2000, la température annuelle moyenne est de 11,9 °C, avec une amplitude thermique annuelle de 15,4 °C. Le cumul annuel moyen de précipitations est de 647 mm, avec 11 jours de précipitations en janvier et 7,8 jours en juillet. Pour la période 1991-2020, la température moyenne annuelle observée sur la station météorologique la plus proche, située à Athis-Mons à 4 km à vol d'oiseau, est de 12,1 °C et le cumul annuel moyen de précipitations est de 622,2 mm,. Pour l'avenir, les paramètres climatiques de la commune estimés pour 2050 selon différents scénarios d'émission de gaz à effet de serre sont consultables sur un site dédié publié par Météo-France en novembre 2022.
| Mois                                  | jan.             | fév.           | mars          | avril           | mai             | juin          | jui.           | août           | sep.           | oct.            | nov.            | déc.             | année      |
| ------------------------------------- | ---------------- | -------------- | ------------- | --------------- | --------------- | ------------- | -------------- | -------------- | -------------- | --------------- | --------------- | ---------------- | ---------- |
| Température minimale moyenne (°C)     | 2,1              | 2              | 4,2           | 6,4             | 9,9             | 13,1          | 15             | 14,6           | 11,5           | 8,7             | 5               | 2,7              | 7,9        |
| Température moyenne (°C)              | 4,7              | 5,2            | 8,3           | 11,3            | 14,8            | 18,2          | 20,4           | 20,2           | 16,5           | 12,6            | 7,9             | 5,2              | 12,1       |
| Température maximale moyenne (°C)     | 7,2              | 8,5            | 12,5          | 16,2            | 19,8            | 23,2          | 25,8           | 25,7           | 21,5           | 16,4            | 10,9            | 7,6              | 16,3       |
| Record de froid (°C) date du record   | −16,8 17.01.1985 | −15 02.02.1956 | −9,4 01.03.05 | −4,3 16.04.1921 | −1,3 07.05.1957 | 3,1 01.06.06  | 6,7 01.07.1922 | 5,6 31.08.1923 | 1,7 20.09.1952 | −3,9 30.10.1955 | −9,6 28.11.1921 | −13,3 29.12.1964 | −16,8 1985 |
| Record de chaleur (°C) date du record | 16,5 27.01.03    | 20,8 27.02.19  | 25,3 31.03.21 | 29,4 16.04.1949 | 35 24.05.1922   | 37,1 21.06.17 | 41,9 25.07.19  | 40 12.08.03    | 35,4 09.09.23  | 31,3 04.10.1921 | 21,8 07.11.15   | 17,3 16.12.1989  | 41,9 2019  |
| Ensoleillement (h)                    | 533              | 852            | 1 529         | 2 025           | 217             | 2 243         | 2 469          | 2 209          | 1 857          | 1 166           | 624             | 639              | 18 313     |
| Précipitations (mm)                   | 46,8             | 42,6           | 44,4          | 44,5            | 63              | 56,1          | 52,9           | 57,9           | 47,4           | 52,8            | 53,4            | 60,4             | 622,2      |

## Urbanisme

### Typologie
Au 1er janvier 2024, Viry-Châtillon est catégorisée grand centre urbain, selon la nouvelle grille communale de densité à sept niveaux définie par l'Insee en 2022.
Elle appartient à l'unité urbaine de Paris, une agglomération inter-départementale regroupant 407  communes, dont elle est une commune de la banlieue,,. Par ailleurs la commune fait partie de l'aire d'attraction de Paris, dont elle est une commune du pôle principal,. Cette aire regroupe 1 929 communes,.

### Lieux-dits, hameaux et écarts
| Type d’occupation           | Pourcentage | Superficie (en hectares) |
| --------------------------- | ----------- | ------------------------ |
| Espace urbain construit     | 77,1 %      | 474,49                   |
| Espace urbain non construit | 12,6 %      | 77,32                    |
| Espace rural                | 10,4 %      | 63,91                    |
| Source : Iaurif-MOS 2008    |             |                          |

La commune qui organise des conseils de quartier a découpé le territoire en cinq parties : Centre-ville, Plateau, Coteaux de l’Orge, Port-Aviation et Châtillon. Les précédentes limites entre les anciennes communes de Viry-sur-Orge et Châtillon-sur-Seine ne sont pratiquement plus visibles aujourd’hui. Cependant, deux ensembles bien distincts existent aujourd’hui à Viry-Châtillon, conséquences du relief local et de l’urbanisation récente, soit le bas-Viry à proximité de la Seine et le Plateau, séparés par le coteau et en partie par les voies de l’autoroute A6. Sur ce plateau, une petite partie du grand ensemble d’habitat social de La Grande Borne, dont l’avenue Victor Schœlcher marque la frontière ouest, est implanté sur le territoire communal. Enclavé entre l’autoroute et l’aqueduc, a été aménagé l’important parc industriel du Président Kennedy. Il est prolongé au Nord par le grand ensemble des Coteaux de l’Orge où se mêlent les barres et les tours, actuellement en cours de réhabilitation. L’ancien territoire occupé par l’aérodrome de Port-Aviation a été loti pendant l’entre-deux-guerres et constitue aujourd’hui un vaste quartier pavillonnaire. Le centre-ville occupe l’espace entre le lac des Noues de Seine et la Morte Rivière d’Orge, tandis que la partie comprise entre ce cours d’eau et la Seine, à l’extrême nord du territoire correspond à l’ancienne commune de Châtillon, mêlant aujourd’hui pavillons, résidences de standing en bord de Seine et centres commerciaux en bordure de la route nationale 7. Cette zone commerciale se poursuit vers le sud et se confond ensuite avec les installations portuaires communes avec Grigny. 
Les quartiers de la Grande Borne et le quartier de la Cilof ont été répertoriés comme zone urbaine sensible, la Grande Borne est en outre une zone franche urbaine. Les quartiers des Coteaux de l’Orge et du Plateau sont prioritaires au titre de la rénovation urbaine. L’Insee découpe la commune en douze îlots regroupés pour l'information statistique soit Châtillon 1 et 2, la Cilof 1 et 2, Centre-ville 1 et 2, Port-Aviation 1 et 2, le Plateau 1, 2, 3 et 4. Depuis 2015, la Grande Borne et le Plateau sont regroupés au sein d'un grand quartier prioritaire, réunissant dont 16 459 habitants en 2018 dont 5 693 à Viry-Châtillon, le reste vivant à Grigny.

### Logement
En 2020, le nombre total de logements dans la commune était de 14 775, alors qu'il était de 13 951 en 2014 et de 13 969 en 2009.
Parmi ces logements, 88,4 % étaient des résidences principales, 1,2 % des résidences secondaires et 10,5 % des logements vacants. Ces logements étaient pour 29,4 % d'entre eux des maisons individuelles et pour 69,2 % des appartements.
Le tableau ci-dessous présente la typologie des logements à Viry-Châtillon en 2020 en comparaison avec celles de l'Essonne et de la France entière. Une caractéristique marquante du parc de logements est ainsi une proportion de résidences secondaires et logements occasionnels (1,2 %) inférieure à celle du département (1,8 %) et à celle de la France entière (9,7 %). Concernant le statut d'occupation des résidences principales, 49,4 % des habitants de la commune sont propriétaires de leur logement (49,4 % en 2014), contre 58,3 % pour l'Essonne et 57,5 pour la France entière.
| Typologie                                               | Viry-Châtillon | Essonne | France entière |
| ------------------------------------------------------- | -------------- | ------- | -------------- |
| Résidences principales (en %)                           | 88,4           | 91,6    | 82,1           |
| Résidences secondaires et logements occasionnels (en %) | 1,2            | 1,8     | 9,7            |
| Logements vacants (en %)                                | 10,5           | 6,6     | 8,2            |

### Voies de communication et transports

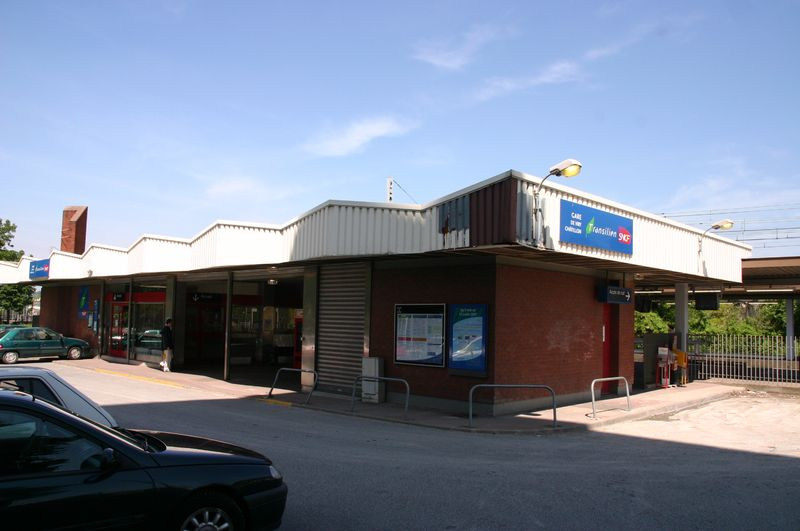
La gare de Viry-Châtillon.

Viry-Châtillon est aujourd’hui traversée par plusieurs grands axes de communication majeurs. Le fleuve la Seine constitue le premier historiquement, elle est aujourd’hui utilisée pour le transport fluvial de marchandises. Relativement peu utilisés aujourd’hui, la commune dispose cependant de cinq cents mètres de quais adaptés aux péniches et barges, directement reliés à la zone d’activité voisine.
Deux grands axes routiers traversent le territoire communal du nord au sud, le plus ancien est la route nationale 7 qui passe à l’est du territoire, entre le fleuve et les lacs dans une longue ligne droite de deux kilomètres qui prend l’appellation d’avenue du Général De Gaulle. Au centre du territoire, dans le même axe nord-sud, sur la crête du plateau du Hurepoix passe l’autoroute A6 sur un kilomètre trois cents mètres. La commune dispose d’ailleurs sur son territoire d’un échangeur autoroutier à l’intersection avec l’ancienne route nationale 445 devenue en 2006 la route départementale 445. Cette dernière traverse la commune dans un axe nord-est sud-ouest, sa fonction principale est d’assurer la liaison entre la route nationale 7 et la route nationale 104 dans la commune voisine de Fleury-Mérogis, elle constitue en outre la rocade ouest du quartier de La Grande Borne. Suivant le même axe, deux routes départementales commencent leur tracé dans la commune à l’intersection avec la route nationale 7, vers le Nord, la route départementale 29 qui mène à Villeneuve-le-Roi en suivant le cours du fleuve, et vers le Sud, la route départementale 77 qui rejoint l’importante route départementale 117 dans la commune voisine de Morsang-sur-Orge.
Autre axe important, suivant le tracé de la Seine et de la route nationale 7 à mi-chemin entre les deux, la commune est traversée par la ligne Villeneuve-Saint-Georges - Montargis utilisée par la ligne D du RER d'Île-de-France et dispose de la gare de Viry-Châtillon. Elle est en outre située à une station seulement de l’important pôle multimodale que constitue la gare de Juvisy dans la commune voisine.
Cette desserte ferroviaire est complétée pour la continuité de service la nuit par la ligne de bus Noctilien N139 et la ligne N135.
En journée, la commune est reliée à plusieurs lignes de bus, dont les lignes 402, DM4 vers Grigny et DM22 vers Savigny-sur-Orge du réseau de bus Évry Centre Essonne et plusieurs lignes du réseau de bus Cœur d'Essonne, lignes DM3 vers Juvisy-sur-Orge, DM5 vers Fleury-Mérogis et La Croix-Blanche (Sainte-Geneviève-des-Bois), DM8 vers Athis-Mons permettant une correspondance avec la Ligne 7 du tramway d'Île-de-France.
La ligne 12 du tramway dessert également la ville aux stations Amédée Gordini et Coteaux de l'Orge.
Site du premier aérodrome organisé au monde, fermé après la Première Guerre mondiale, Viry-Châtillon est située à seulement six kilomètres au sud de l’aéroport Paris-Orly et à quarante kilomètres au sud-ouest de l’aéroport Paris-Charles-de-Gaulle.

## Toponymie
En 1093, un acte notarié mentionne le seigneur du lieu : Vulgrain de Viry, écuyer. En 1169, le village de Viry est mentionné sous le nom de Viriacum. Ce nom peut venir de Verus, nom du propriétaire d'une villa gallo-romaine, ou bien de virus (« marais »). 
En 1790, le village de Viry-sur-Orge (sur les bords de l'Orge) et le hameau de Châtillon-sur-Seine (sur les bords de la Seine) constituent une unique commune, nommée Viry-Châtillon.
Le 21 juin 1951, le conseil municipal décide d'écrire Viry-Chatillon (sans l'accent circonflexe), à la demande de l'INSEE (sans raison connue). En 2024, la graphie Viry-Châtillon (avec l'accent) continue néanmoins d'être largement employée.

## Histoire

### Origines
Des silex taillés ont été mis au jour à proximité de l’actuel centre-ville, ce qui atteste d’une occupation humaine du lieu dès la Préhistoire. L’étymologie du lieu semble attribuer à un propriétaire terrien dénommé « Verus » l’édification d’une villa rustica gallo-romaine. Cependant la première mention écrite du lieu intervint en 1093 avec la description du domaine de Vulgrain de Viry sous l’appellation Viriaco et Castellonio dans un acte du cartulaire de Longpont.

### Moyen Âge

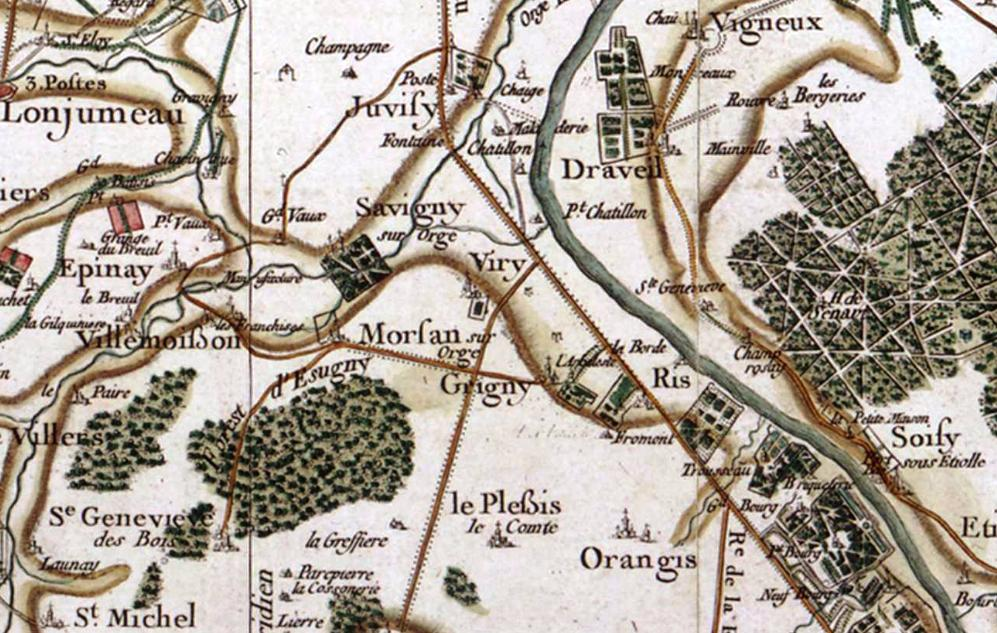
Carte de Viry au XVIIe siècle par Cassini.

En 991 existait à Viry un fief des Marches. En 1118, le roi Louis VI le Gros héritant du domaine de Montlhéry, la seigneurie de Viry et le hameau de Chastillon dépendants furent rattachés au domaine royal français. Viry était déjà une paroisse. Au XIIIe siècle fut édifiée l’église Saint-Denis.

### Temps modernes
En 1488, l’héritier du domaine, Richard de Saint-Marcy vendit une partie à son voisin, le seigneur de Savigny Étienne de Vesc, par ailleurs chambellan du roi Charles VIII. Alors qu’il parvint à acquérir l’ensemble des terres, le domaine fut divisé et une partie revint en 1531 à Robert Piédefer, avocat général au Châtelet de Paris. En 1586, Louis d’Agoust parvint à réunir les domaines de Viry, Chastillon, Orangis et Savigny.
En 1633, la paroisse de Viry s’équipa d’un lavoir alimenté par la source Saint-Denis. En 1674, le domaine du Piédefer fut enrichi d’une orangerie. En 1682, une ordonnance royale fixa les limites des domaines du royaume, celui de Viry était alors partagé entre les familles de Vins et d’Agoust. Résidait alors au château de Viry la famille Perrault.

### Révolution française et Empire
Le 21 juillet 1789, le contrôleur des Finances du royaume Joseph François Foullon fut arrêté dans le parc du château Marmont de son ami Antoine de Sartine, pendu à Paris, Rue de la Verrerie, il devint l’une des premières victimes de la Révolution française.
En 1790, Viry-sur-Orge et Châtillon-sur-Seine fusionnèrent pour former l’actuelle commune de Viry-Châtillon. Le 1er février 1790 fut élu le premier maire de la nouvelle commune, Jacques-Louis Larue. En 1791, le dernier seigneur du lieu, Charles-Emmanuel de Vintimille vendit ses terres à Marie-Romain Hamelin, receveur général des Finances.
En 1809, la fille de Jean-Frédéric Perregaux unifia deux propriétés contigües au château de Viry.
Le 31 mars 1814, c’est sur la route de Paris à Viry-Châtillon que Napoléon Ier apprit la chute de Paris, entraînant son abdication six jours plus tard.

### Époque contemporaine
En 1867, la ligne Villeneuve-Saint-Georges - Montargis fut mise en service, un port de commerce fut aménagé et commença l’activité d’extraction des meulières et du sable à l’emplacement actuel du lac.
De septembre à novembre 1870, la commune fut occupée par l’armée allemande au cours de la Guerre franco-prussienne de 1870.
En 1882, les dominicaines de Béthanie s’installèrent à Chatillon, le bâtiment fut érigé en couvent, la chapelle Notre-Dame du Rosaire fut bénie le 3 octobre 1885. La même année, la municipalité édifia une nouvelle mairie-école à proximité de la place du marché, inaugurée en 1880.
Le 23 mai 1909 fut organisé un meeting aérien sur ce qui allait devenir le premier aérodrome organisé du monde, Port-Aviation ainsi nommé par le ministre des Transports Louis Barthou, équipé d’une piste en ellipse de quatre kilomètres, de gradins pouvant accueillir sept mille personnes, de hangars et d’ateliers permanents. Le 4 juillet 1909, une exhibition de bienfaisance réunit près de dix mille personnes. Le 18 octobre 1909, Charles de Lambert décolla de ce site pour le premier survol de Paris, pour lequel il reçut la médaille d’or de l’Aéro-Club de France.
Durant la Première Guerre mondiale, le terrain de Port-Aviation servit à la future Armée de l'air ainsi que, en 1915, la Composante Air belge et la Royal Air Force britannique, puis de centre de formation  de pilotes militaires qui accueillit 598 hommes venant du monde entier, et qui découvraient les Caudron G.3. Simultanément, les usines castelviroises furent, comme partout en France, mises à contribution pour l'effort de guerre. L'atelier de la Société des moteurs et voitures automobiles des frères Filtz, ouvert vers 1900 au 1 rue Pasteur, qui construisait jusqu'alors des moteurs pour la Marine (notamment de canots automobiles) et des tracteurs, s'orienta vers la production de prototypes de "chars d'assaut", tout en continuant à produire du matériel agricole pour remplacer les hommes aux champs. L'usine de caoutchouc Fayaud, ouverte en 1880 entre la Seine et la voie ferrée, qui construisait jusqu'alors différents objets du quotidien (Jouets, bonnets de bain, tissu pour bretelles, etc.), s'orienta quant à lui vers la production de toile caoutchoutée pour les avions, de bottes ou de masques à gaz pour l'armée. Le domaine de Piedefer devint "l'Hôpital complémentaire dépendant de l'hôpital militaire de Versailles (HCVR) n°75" et accueillit les aviateurs en convalescence. Surnommé "Maison des Oiseaux" par la population et "Escadrille VR75" par les militaires, il pouvait accueillir jusqu'à 50 pensionnaires, placés sous la direction du médecin-chef colonel Joseph Mougin. L'hôpital, ouvert le 12 juillet 1915, accueillit des pilotes renommés tels que Jean Navarre dit "la sentinelle de Verdun", André Chainat, Raymond Bamberger, James Nathaniel de Rothschild et l'acteur André Luguet et ferma ses portes le 12 janvier 1919. Les dominicaines de Béthanie, quant à elles, furent autorisées à sortir pour prêter main-forte et soigner les centaines de blessés qui affluaient, chaque jour, à l'hôpital, tenu par la Croix-Rouge à Juvisy. L'une d'entre elles, Sœur Colette, fut même décorée après la guerre.
Après la guerre, endommagé, régulièrement inondé par les crues de la Seine, Port Aviation fut abandonné en 1919 et loti à partir des années 1920,.
En 1938 s’ouvrit la première maison de retraite à la place du couvent des dominicaines.
Après la Seconde Guerre mondiale, la municipalité entreprit d’aménager le centre ville, le 27 juin 1948 fut inauguré le parc André Leblanc et son théâtre de verdure. En 1958 est fondé le club de football l’Entente Sportive Viry-Châtillon, suivi en 1959 par le club nautique.
En 1960, l’autoroute A6 fut percée, séparant en deux le territoire.
En 1962, les services municipaux déménagèrent dans l’ancien château de la Tournelle, acquis par la ville en 1943. En 1964, la commune aménagea sur les rives du lac un important complexe nautique. Parallèlement à cette installation, des télésièges biplaces furent installés afin de permettre aux promeneurs et aux touristes de découvrir les lacs situés autour de Viry de l'année 1963 jusqu'au début des années 1980.
En 1965, Maurice Novarina conçut et réalisa la cité des Coteaux de l’Orge. En 1969, il équipa le quartier de l’église Notre-Dame-des-Cités. En 1971 démarra le Viry-Châtillon Essonne Hockey. En 1972, la municipalité autorisa l’implantation en bordure des Coteaux de l’Orge d’un centre commercial, à charge pour la société locataire de remettre en état et d’entretenir l’ancien moulin à vent voisin.
En 1989, la commune racheta le château des Marches pour y installer l’école communale de musique. 
En 1992, la commune acquit le domaine du Piédefer pour y installer le centre culturel municipal. 
En 1996, la commune entreprit l’aménagement du quartier de Châtillon avec la constitution d’une zone d'aménagement concerté.
De 1850 à 1981, Port Longuet est un port fluvial très actif sur la Seine.
En 1987 s'implante dans la commune l'usine Renault Sport.
Le 8 octobre 2016, l'affaire des policiers brûlés donne à la ville une notoriété nationale. Dans la même année, la ville est aussi marquée par une importante crue de la Seine et de l'Orge. Le canal de la Morte Rivière qui permet de décharger une partie de l'Orge vers la Seine est très fragilisé. Il fait l'objet d'une réhabilitation, en 2019, par le Syndicat de l'Orge.

## Politique et administration

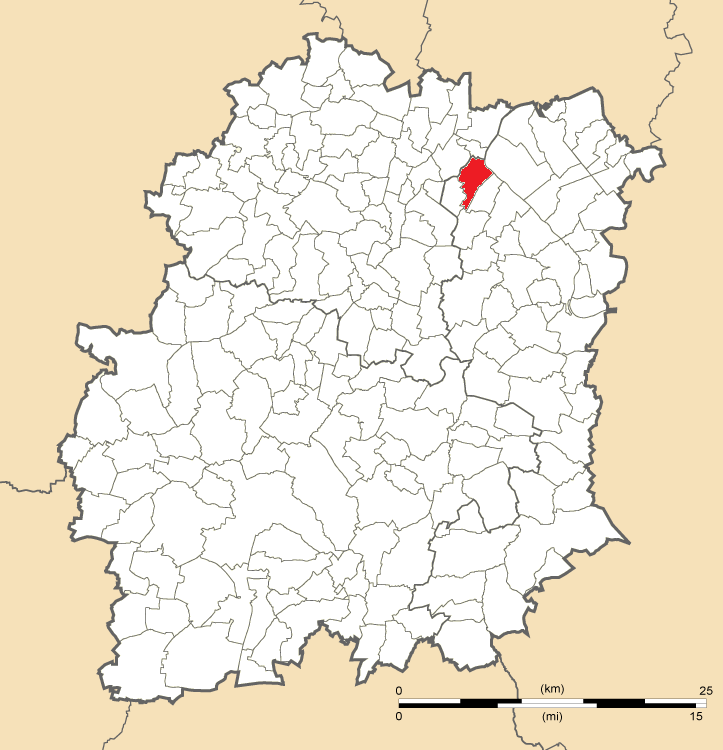
Position de Viry-Châtillon en Essonne.

### Rattachements administratifs et électoraux
Antérieurement à la loi du 10 juillet 1964, la commune faisait partie du département de Seine-et-Oise. La réorganisation de la région parisienne en 1964 fit que la commune appartient désormais au département de l'Essonne et à son arrondissement d'Évry, après un transfert administratif effectif au 1er janvier 1968.
Pour l'élection des députés, Viry-Châtillon fait partie de la septième circonscription de l'Essonne.
Elle faisait partie de 1801 à 1964 du canton de Longjumeau, année où elle intègre le canton de Juvisy-sur-Orge du département de Seine-et-Oise. Lors de la mise en place de l'Essonne, elle devient en 1967 le chef-lieu du canton de Juvisy-sur-Orge, dont les limites sont modifiées en 1975,. Dans le cadre du redécoupage cantonal de 2014 en France, la commune devient le bureau centralisateur de ce canton, dont la composition est modifiée, passant de une à deux communes.
L’organisation juridictionnelle rattache les justiciables castelvirois au tribunal d’instance de Juvisy-sur-Orge, aux tribunaux de grande instance et de commerce et au conseil de prud’hommes d’Évry, tous rattachés à la cour d'appel de Paris.

### Intercommunalité
Viry-Châtillon s'était associé fin 2003 avec Grigny au sein de la communauté d'agglomération Les Lacs de l'Essonne (CALE), qui ne regroupait que les deux villes.
Dans le cadre de la mise en œuvre de la volonté gouvernementale de favoriser le développement du centre de l'agglomération parisienne comme pôle mondial est créée, le 1er janvier 2016, la métropole du Grand Paris (MGP), dont la commune est membre.
La loi portant nouvelle organisation territoriale de la République du 7 août 2015 prévoit également la création de nouvelles structures administratives regroupant les communes membres de la métropole, constituées d'ensembles de plus de 300 000 habitants, et dotées de nombreuses compétences, les établissements publics territoriaux (EPT).
La commune a donc également été intégrée le 1er janvier 2016 à l'établissement public territorial Grand-Orly Seine Bièvre, qui succède à plusieurs intercommunalités dont la communauté d'agglomération Les Lacs de l'Essonne.
En 2019, les maires des communes de l'Essonne membre de cet EPT critiquent la taille de cette intercommunalité, qui la rendrait, selon, eux, inefficace.

### Tendances et résultats politiques
Ancienne commune de la « Ceinture Rouge » de Paris, puis détenue par le centre droit de 1953 à 1995, elle est dirigée jusqu'en 2014 par des membres de l’aile gauche du parti socialiste ayant rejoint le Parti de gauche. Depuis 2014, Jean-Marie Vilain, maire de centre droit tient la ville. 
L’analyse des résultats électoraux intervenus dans les années 2000 dans la commune montre une relative ambivalence de l’électorat et surtout une tendance à l’abstention assez marquée. Ainsi, le référendum relatif au quinquennat présidentiel de 2000 ne mobilisa que 30,50 % des électeurs, en 2001, les élections municipales et cantonales ont vu la victoire du maire et conseiller général sortant Gabriel Amard (PS) mais avec seulement respectivement 58,82 % et 48,61 % de participation alors que ces scrutins locaux sont traditionnellement plus mobilisateurs.
Lors de l’élection présidentielle de 2002, les électeurs castelvirois avaient dès le premier tour placé Jean-Marie Le Pen (FN) en seconde position avec cependant seulement 68,92 % de participation, la « mobilisation » du second tour portant le taux de participation à 81,31 % l’avait ensuite fait chuter à 17,80 %. La même année, l’élection législative ne réunissait que 63,25 % des électeurs, le député sortant Jean Marsaudon (UMP) l’emportant d’une courte tête avec seulement 50,42 % dans la commune.
L’élection régionale de 2004 vit la nette victoire dans la commune de Jean-Paul Huchon (PS) et l’élection européenne celle d’Harlem Désir (PS). Lors du référendum de 2005, les Castelvirois rejetèrent fortement le traité de Rome alors qu’ils avaient approuvé à 51,98 % le Référendum français sur le traité de Maastricht.
En 2007, lors du scrutin présidentiel et législatif, les électeurs basculèrent à nouveau vers les candidats de droite de façon plus marquée pour le député sortant. En 2008, lors du scrutin municipal et cantonal, les taux de participation baissèrent encore pour atteindre seulement 44,44 % aux cantonales et 56,06 % aux municipales, voyant cependant les victoires des deux candidats investis par l’équipe sortante.
Lors des élections européennes de 2009, nouveau renversement de tendance avec une très nette victoire du candidat Michel Barnier (UMP) près de sept points devant le second Daniel Cohn-Bendit (Europe Écologie), le candidat soutenu par la gauche locale, Patrick Le Hyaric (FG) n’arrivant qu’en quatrième position avec 10,59 % des voix.
En 2010 cependant, Jean-Paul Huchon, président socialiste sortant de la région, l'emporte à nouveau avec sa liste et obtient au second tour à Viry-Châtillon, un score proche de sa moyenne régionale, face à la droite menée par Valérie Pécresse. 
Deux ans plus tard, François Hollande, candidat socialiste à la présidence, s'impose nationalement et Viry-Châtillon lui donne même un score supérieur à celui obtenu nationalement, aux deux tours de scrutin. Il obtient environ 30 puis 53 % des voix dans la ville, 1.5 point de plus qu'au niveau national. Lors des législatives qui suivent, Viry-Châtillon obtient une députée de gauche, pour la première fois depuis l'élection de la socialiste Marie-Noëlle Lienemann en 1988. Cette fois, en la personne d'Éva Sas, militante écologiste ayant précédemment candidaté à Paris, qui défait Françoise Briand, députée sortante et ancienne suppléante de Jean Marsaudon, décédé en 2008. Sas obtient certes une majorité des voix à Viry-Châtillon mais son score est en-deçà de ce qu'elle obtient dans la circonscription en totalité (53,9 % contre 51,2 % à Viry). À noter qu'elle devait composer avec la candidature d'un dissident socialiste, François Garcia, mais aussi celle de Gabriel Amard, ancien député-maire de Viry, qui l'a même devancée de peu au premier tour dans la commune.
En 2014, le scrutin municipal est mouvementé par la présence de quatre listes, la gauche comme la droite étant fragmentées en deux listes. Pour la gauche, la maire sortante se représente avec sa liste et doit faire face à une liste socialiste menée par Dominique Lebreton. Tandis qu'à droite, Jean-Marie Vilain, déjà tête de liste en 2008, en présente une à nouveau, pour l'UDI ; sa deuxième de liste d'alors, l'ancienne députée Françoise Briand, en présente une également avec le soutien de l'UMP. La liste Vilain arrive largement en tête du premier tour et les deux listes de gauche fusionnent tandis que la liste Briand se retire. La liste de droite s'impose largement au second tour.
La même année, le scrutin européen est gagné à l'échelle nationale par le Front national mais la circonscription d'Île-de-France place la liste UMP en tête. Viry-Châtillon suit cependant la tendance nationale et c'est la liste FN d'Aymeric Chauprade qui arrive en tête, devant les listes FN et UDI-MoDem. La liste PS de Pervenche Berès est reléguée de peu à la quatrième place. 
L'année suivante, se tiennent les élections départementales en mars. Et alors qu'en 2008, le socialiste Paul Da Silva l'avait confortablement emporté sur l'UMP Jérôme Bérenger, le verdict s'inverse totalement cette fois. La commune vote massivement, plus de 60 % des voix, en faveur de Jérôme Bérenger, devenu maire-adjoint, et sa binôme, Sylvie Gibert, conseillère municipale MoDem de Grigny, qui compose avec Viry le nouveau canton. Les élections régionales qui suivent en décembre sont une nouvelle victoire pour la droite, tant au niveau régional, qu'au niveau de la commune, puisque Valérie Pécresse, qui mène à nouveau la liste LR, devance ici de presque quatre points, la liste PS menée par Claude Bartolone, président de l'Assemblée nationale.
L'élection présidentielle de 2017 porte Emmanuel Macron, ancien ministre de l'Économie, en tête du premier tour et Viry-Châtillon vote de même, à environ 24,5 % de ses voix. Cependant, si c'est Marine Le Pen qui l'affronte au second tour, elle n'obtient 19 % des voix ici et arrive bien derrière Jean-Luc Mélenchon, lequel réunit presque 23 % des suffrages. François Fillon ne convainc que moins de 17 % des électeurs castelvirois, 3 points de moins que son score national. Benoît Hamon et Nicolas Dupont-Aignan sont au coude-à coude à 6 %. Emmanuel Macron confirme son avance du premier tour et obtient 69 % des voix à Viry, deux points au-dessus de sa moyenne nationale. La participation s'établit cependant à moins de 70 % des inscrits au second tour, environ 10 points de moins que cinq ans plus tôt. 
Les législatives qui suivent dans la foulée offrent cependant un verdict différent à Viry. Au premier tour, on note déjà l'élimination dès le premier tour de la sortante écologiste, Éva Sas. C'est Robin Reda, jeune maire LR de 26 ans de Juvisy-sur-Orge, qui s'impose face à la candidate de la majorité présidentielle, Muriel Kernreuter. 
En 2019, les élections européennes sont une nouvelle victoire à l'échelle nationale pour le RN. Cependant, on peut noter à Viry que la liste RN de Jordan Bardella obtient certes la première place mais qu'elle ne rassemble plus que 21 % des voix, contre 26 cinq ans plus tôt. Cela représente une perte d'environ 200 voix. Le RN est de plus talonné ici par les marcheurs emmenés par Nathalie Loiseau, obtenant moins d'un point de moins. Les verts confirment la percée inattendue qu'ils observent à l'échelle nationale, en se plaçant troisièmes ici aussi avec 12,5 % des voix. Les insoumis sont légèrement au-dessus de leur moyenne nationale à 8 % tandis que LR et le PS en sont proches, à respectivement 7,5 et 6,5 %.
Les échéances municipales de 2020 sont un succès pour le maire sortant Jean-Marie Vilain et son équipe. Ils sont largement vainqueurs dès le premier tour avec plus de 64 % des voix. Sa principale opposition est venue d'une liste "citoyenne", menée par Lydie Zénéré-Lima, directrice d'école. Une liste insoumise était également présente et elle obtient un siège pour sa tête de liste, Aurélien Peroumal. On peut remarquer une participation très faible d'à peine plus d'un tiers du corps électoral.
En 2021, les élections départementales et régionales se tenant simultanément sont deux nouvelles victoires pour la droite, dans un contexte de forte abstention, concernant plus de 70 % des électeurs de la commune. Le binôme départemental sortant est reconduit avec un score encore plus confortable qu'en 2015 pour l'électorat de Viry - même s'il perd dans les faits environ 1400 voix en raison de la progression de l'abstention. Du côté de la région, Valérie Pécresse frôle avec sa liste les 50 % des voix dans la quadrangulaire du second tour. L'union de la gauche menée par l'écologiste Julien Bayou frôle les 29 % des voix, presque dix points de moins que le score du socialiste Bartolone en 2015. Le RN est en recul à 15 % des voix et la majorité présidentielle obtient un maigre 7 % des voix, presque trois points de moins que son score régional.
En 2022, l'élection présidentielle rejoue le match entre trois des candidats principaux de 2017, Emmanuel Macron, dorénavant président sortant, Marine Le Pen, pour le Rassemblement national, et Jean-Luc Mélenchon de la France insoumise. Cependant, si les deux premiers stagnent à Viry à environ 24,5 et 18 % des voix environ, le candidat Mélenchon engrange une forte progression de 10 points. Cela lui fait dépasser 33 % des voix et prendre confortablement la tête du premier tour dans la ville. Toutefois, il est éliminé à l'échelle nationale et le second tour est une répétition du duel Macron-Le Pen de cinq ans auparavant. Comme pour le résultat national, Emmanuel Macron l'emporte à nouveau mais son avance de 2017 s'effritte en perdant un peu plus de cinq points à Viry. 
L'élection législative consécutive voit notamment se présenter le député LR sortant, Robin Reda, et la militante insoumise, Claire Lejeune, soutenue par la nouvellement créée NUPES. Cependant, au cours de la campagne, Robin Reda reçoit le soutien de la coalition présidentielle, Ensemble, et se présente ainsi à l'élection sous cette étiquette et non celle de LR. Au premier tour, si la candidate Lejeune obtient 35 % et le député Reda 32 % des voix à l'échelle de la circonscription, leurs scores sont peu ou prou inversés à Viry (respectivement 33 et 35,5 %). Le second tour offre une courte victoire au député sortant, qui s'impose globalement avec 214 voix d'avance (50,34 % des voix). Viry lui offre une victoire un peu plus confortable, avec environ 400 voix d'avance.
En 2022, des sections du Parti socialiste du MoDem, de l’UMP et d'un comité local La République en marche sont présentes dans la commune.
Élections présidentielles, résultats des deuxièmes tours
- Élection présidentielle de 2002 : 82,20 % pour Jacques Chirac (RPR), 17,80 % pour Jean-Marie Le Pen (FN), 81,31 % de participation[70].
- Élection présidentielle de 2007 : 54,34 % pour Nicolas Sarkozy (UMP), 45,66 % pour Ségolène Royal (PS), 85,23 % de participation[71].
- Élection présidentielle de 2012 : 52,89 % pour François Hollande (PS), 47,11 % pour Nicolas Sarkozy (UMP), 79,36 % de participation[72].
- Élection présidentielle de 2017 : 69,07 % pour Emmanuel Macron (LREM), 30,93 % pour Marine Le Pen (FN), 69,51 % de participation[73].
- Élection présidentielle de 2022 : 63,71 % pour Emmanuel Macron (LREM), 36,29 % pour Marine Le Pen (RN), 64,63 % de participation[74].

Élections législatives, résultats des deuxièmes tours
- Élections législatives de 2002 : 50,42 % pour Jean Marsaudon (UMP), 49,58 % pour Gabriel Amard (PS), 63,25 % de participation[75].
- Élections législatives de 2007 : 52,44 % pour Jean Marsaudon (UMP), 47,56 % pour Simone Mathieu (PS), 57,04 % de participation[76].
- Élections législatives de 2012 : 51,19 % pour Éva Sas (EÉLV), 48,81 % pour Françoise Briand (UMP), 52,63 % de participation[77].
- Élections législatives de 2017 : 56,28 % pour Robin Reda (LR), 43,72 % pour Muriel Kernreuter (LREM), 38,41 % de participation[78].
- Élections législatives de 2022 : 52,57 % pour Robin Reda (LREM), 47,43 % pour Claire Lejeune (LFI), 42,40 % de participation[79].

Élections européennes, résultats des deux meilleurs scores
- Élections européennes de 2004 : 28,19 % pour Harlem Désir (PS), 15,77 % pour Patrick Gaubert (UMP), 42,24 % de participation[80].
- Élections européennes de 2009 : 27,74 % pour Michel Barnier (UMP), 14,98 % pour Daniel Cohn-Bendit (Europe Écologie), 38,12 % de participation[81].
- Élections européennes de 2014 : 26,16 % pour Aymeric Chauprade (FN), 19,31 % pour Alain Lamassoure (UMP), 38,70 % de participation[82].
- Élections européennes de 2019 : 20,90 % pour Jordan Bardella (RN), 20,15 % pour Nathalie Loiseau (LREM), 43,38 % de participation[83].

Élections régionales, résultats des deux meilleurs scores
- Élections régionales de 2004 : 50,51 % pour Jean-Paul Huchon (PS), 36,00 % pour Jean-François Copé (UMP), 64,93 % de participation[84].
- Élections régionales de 2010 : 56,49 % pour Jean-Paul Huchon (PS), 43,51 % pour Valérie Pécresse (UMP), 45,28 % de participation[85].
- Élections régionales de 2015 : 41,92 % pour Valérie Pécresse (LR), 38,14 % pour Claude Bartolone (PS), 49,80 % de participation[86].
- Élections régionales de 2021 : 49,50 % pour Valérie Pécresse (SL), 28,98 % pour Julien Bayou (EÉLV), 27,53 % de participation[87].

Élections cantonales et départementales, résultats des deuxièmes tours
- Élections cantonales de 2001 : 53,53 % pour Gabriel Amard (PS), 46,47 % pour Jean-Marie Vilain (UDF), 48,61 % de participation[88].
- Élections cantonales de 2008 : 55,77 % pour Paul Da Silva (PS), 44,23 % pour Jérôme Bérenger (UMP), 44,44 % de participation[89].
- Élections départementales de 2015 : 60,49 % pour Jérôme Bérenger (UMP) et Sylvie Gibert (MoDem), 39,51 % pour Paul Da Silva (PS) et Yveline Le Briand (PCF), 43,66 % de participation[90].
- Élections départementales de 2021 : 68,66 % pour Jérôme Bérenger (LR) et Sylvie Gibert (MoDem), 31,34 % pour Aurélien Peroumal (LFI) et Sarah Ghenaïm (PCF), 27,54 % de participation[91].

Élections municipales, résultats des deuxièmes tours
- Élections municipales de 2001 : 54,19 % pour Gabriel Amard (PS) élu au premier tour, 45,81 % pour Catherine Granier-Bompard (UDF), 58,82 % de participation[92].
- Élections municipales de 2008 : 53,68 % pour Simone Mathieu (DVG) élue au premier tour, 46,32 % pour Jean-Marie Vilain (UMP), 56,06 % de participation[93].
- Élections municipales de 2014[94],[95] : 64,93 % pour Jean-Marie Vilain (UDI) élu au second tour, 35,07 % pour Simone Mathieu (PG), 56,27 % de participation
- Élections municipales de 2020 : 64,71 % pour Jean-Marie Vilain (UDI) élu au premier tour, 26,81 % pour Lydie Zénéré-Lima (SE), 8,48 % pour Aurélien Peroumal (LFI), 33,91 % de participation.

Référendums
- Référendum de 2000 relatif au quinquennat présidentiel : 74,20 % pour le Oui, 25,80 % pour le Non, 30,50 % de participation[96].
- Référendum de 2005 relatif au traité établissant une Constitution pour l’Europe : 57,89 % pour le Non, 42,11 % pour le Oui, 70,95 % de participation[97].

### Politique locale
Le maire actuel est Jean-Marie Vilain (LC). Il préside le conseil municipal composé de trente-neuf élus dont trente trois pour la majorité et six pour les oppositions, lors de la mandature 2020-2026.

### Liste des maires
Depuis la Libération, huit maires se sont succédé à la tête de la commune :
| Période        | Période                       | Identité                   | Étiquette            | Qualité |
| -------------- | ----------------------------- | -------------------------- | -------------------- | --- |
| septembre 1944 | février 1946                  | André Leblanc (1902-1946)  | PCF                  | Conseiller général de Longjumeau (1945 → 1946) Décédé en fonction |
| mars 1946      | octobre 1947                  | Pierre Pasanau             | PCF                  | |
| octobre 1947   | mai 1953                      | Jean Verbeurgt (1904-1968) | PCF                  | Électricien |
| mai 1953       | mars 1989                     | Henri Longuet              | CD puis CDS puis DVD | Industriel Député de Seine-et-Oise (15e circ.) (1958 → 1962) Conseiller général de Longjumeau (1958 → 1964) Conseiller général de Viry-Châtillon (1967 → 1982)                                                                                    |
| mars 1989      | juin 1995                     | Jacques Chastel            | UDF                  | Ingénieur Conseiller général de Viry-Châtillon (1982 → 2001) |
| juin 1995      | janvier 2006                  | Gabriel Amard              | PS                   | Formateur Conseiller régional d'Île-de-France (1998 → 2001) Conseiller général de Viry-Châtillon (2001 → 2008) Vice-président du conseil général de l'Essonne (2001 → 2004) Président de la CA Les Lacs de l’Essonne (2004 → 2014) Démissionnaire |
| janvier 2006   | avril 2014                    | Simone Mathieu             | PS puis PG           | Retraitée de la fonction publique |
| avril 2014,    | En cours (au 12 juillet 2024) | Jean-Marie Vilain          | UDI-NC puis LC       | Fonctionnaire de catégorie C à l'Assemblée nationale Conseiller régional d'Île-de-France (2021 → ) Vice-président de l'EPT Grand-Orly Seine Bièvre (2016 → ) Suppléant du député Robin Reda (2017 → 2024) Réélu pour le mandat 2020-2026          |

### Démocratie participative
La municipalité a instauré cinq conseils de quartier et un conseil municipal des enfants

### Politique de développement durable
Au niveau local, la commune s’est engagée en 2003 dans une procédure de définition d’un Agenda 21 toujours en cours d’élaboration.

### Distinctions et labels
Les efforts d’embellissement de la commune lui valent d’être récompenser par trois fleurs aux concours des villes et villages fleuris.

### Jumelages
| Viry-Châtillon Erftstadt Wokingham |

Viry-Châtillon a développé des associations de jumelage avec:
- Erftstadt (Allemagne) depuis 1980, en allemand Erftstadt, située à 395 kilomètres[110].
- Wokingham (Angleterre) depuis le 25 juin 1988, en anglais Wokingham, située à 381 kilomètres[111].

## Population et société

### Démographie

#### Évolution démographique
Aujourd’hui[Quand ?] sixième commune du département en nombre d’habitants[réf. nécessaire], Viry-Châtillon a longtemps été un village de pêcheurs et agriculteurs en bord de Seine pour ensuite connaître une croissance vertigineuse de sa démographie au XXe siècle.
Alors qu'en 1790, les communes de Viry-sur-Orge et Châtillon-sur-Seine fusionnaient, le premier recensement des personnes organisé en 1793 dénombrait quatre-cent huit habitants dans la nouvelle commune, qui voyait cependant sa population chuter pour atteindre en 1821 son plus bas niveau avec seulement trois cent soixante-six résidents. Après un soubresaut en 1831 et une nouvelle chute en 1836, l’évolution fut constamment à la hausse dépassant les cinq cents personnes en 1846, les six cents habitants en 1866, portée par l’ouverture de la ligne Villeneuve-Saint-Georges - Montargis en 1867, avant une chute à cinq cent quarante-et-un habitants en 1872, consécutivement aux lourdes pertes de la guerre franco-prussienne de 1870. L’évolution repartit à la hausse rapidement, la commune comptant déjà mille cent dix résidents en 1886 et mille cinq cent quarante en 1901.
L'industrialisation, l'ouverture de Port-Aviation en 1909 et la mode du pavillon de banlieue permit à la commune de poursuivre sa croissance, comptant plus de deux mille habitants en 1911, plus de cinq mille six cents en 1926 et déjà neuf mille deux cent trente-quatre habitants en 1936.
Au sortir de la Seconde Guerre mondiale, l’exode rural, le baby boom puis l’afflux de Français originaires d'Algérie vers la région capitale entraînèrent un important besoin de nouveaux logements et le lotissement de vastes territoires jadis agricoles. La commune connu alors un développement exponentiel de sa population, passant de dix mille habitants en 1954 à vingt-trois mille en 1962 et plus de trente-deux mille en 1975, pic démographique.
Les années 1980 connurent sur le territoire un relatif rééquilibrage des résidents au profit des banlieues plus éloignées, Viry-Châtillon perdit alors des habitants, n’en comptant plus que trente mille deux cent vingt-quatre en 1982. Le recensement intervenu en 2006 montre que les projets immobiliers récents lui permettent de renouer avec la croissance démographique, elle atteignait à cette date trente-et-un mille deux cent cinquante-deux habitants permanents.
Avec 10,5 % de la population de nationalité étrangère en 2006, l’immigration compte pour une part relativement importante dans cette croissance démographique. En 1999, parmi cette population étrangère, 3,3 % était Portugais, 1,4 % Algériens, 1,1 % Marocains, 0,6 % Italiens, 0,3 % Tunisiens et Turcs et 0,2 % Espagnols.
En 2007, la part d'immigrés est de 33 % dans la commune.
L'évolution du nombre d'habitants est connue à travers les recensements de la population effectués dans la commune depuis 1793. Pour les communes de plus de 10 000 habitants les recensements ont lieu chaque année à la suite d'une enquête par sondage auprès d'un échantillon d'adresses représentant 8 % de leurs logements, contrairement aux autres communes qui ont un recensement réel tous les cinq ans,.

En 2022, la commune comptait 31 112 habitants, en évolution de +1,76 % par rapport à 2016 (Essonne : +2,89 %, France hors Mayotte : +2,11 %).
| 1793 | 1800 | 1806 | 1821 | 1831 | 1836 | 1841 | 1846 | 1851 |
| ---- | ---- | ---- | ---- | ---- | ---- | ---- | ---- | ---- |
| 408  | 373  | 380  | 366  | 404  | 389  | 462  | 533  | 550  |

| 1856 | 1861 | 1866 | 1872 | 1876 | 1881 | 1886  | 1891  | 1896  |
| ---- | ---- | ---- | ---- | ---- | ---- | ----- | ----- | ----- |
| 564  | 575  | 663  | 541  | 669  | 873  | 1 110 | 1 182 | 1 409 |

| 1901  | 1906  | 1911  | 1921  | 1926  | 1931  | 1936  | 1946  | 1954   |
| ----- | ----- | ----- | ----- | ----- | ----- | ----- | ----- | ------ |
| 1 540 | 1 824 | 2 272 | 2 766 | 5 660 | 8 442 | 9 234 | 9 495 | 10 622 |

| 1962   | 1968   | 1975   | 1982   | 1990   | 1999   | 2006   | 2011   | 2016   |
| ------ | ------ | ------ | ------ | ------ | ------ | ------ | ------ | ------ |
| 23 598 | 27 045 | 32 411 | 30 224 | 30 580 | 30 257 | 31 252 | 31 655 | 30 575 |

| 2021   | 2022   | - | - | - | - | - | - | - |
| ------ | ------ | - | - | - | - | - | - | - |
| 31 045 | 31 112 | - | - | - | - | - | - | - |

#### Pyramide des âges
La population de la commune est relativement jeune.
En 2018, le taux de personnes d'un âge inférieur à 30 ans s'élève à 40,7 %, soit au-dessus de la moyenne départementale (39,9 %). À l'inverse, le taux de personnes d'âge supérieur à 60 ans est de 20,3 % la même année, alors qu'il est de 20,1 % au niveau départemental.
En 2018, la commune comptait 14 418 hommes pour 16 288 femmes, soit un taux de 53,05 % de femmes, largement supérieur au taux départemental (51,02 %).
Les pyramides des âges de la commune et du département s'établissent comme suit.
| Hommes | Classe d’âge | Femmes |
| ------ | ------------ | ------ |
| 0,5    | 90 ou +      | 1,4    |
| 5,3    | 75-89 ans    | 7,8    |
| 12,9   | 60-74 ans    | 12,5   |
| 18,7   | 45-59 ans    | 18,4   |
| 20,9   | 30-44 ans    | 20,3   |
| 17,9   | 15-29 ans    | 18,6   |
| 23,9   | 0-14 ans     | 21,0   |

| Hommes | Classe d’âge | Femmes |
| ------ | ------------ | ------ |
| 0,5    | 90 ou +      | 1,4    |
| 5,4    | 75-89 ans    | 7,2    |
| 12,9   | 60-74 ans    | 13,9   |
| 20     | 45-59 ans    | 19,4   |
| 19,9   | 30-44 ans    | 20,1   |
| 20     | 15-29 ans    | 18,2   |
| 21,3   | 0-14 ans     | 19,8   |

### Culture
La commune de Viry-Châtillon dispose en 2009 de plusieurs lieux d’accès à la culture avec la médiathèque installée dans l’espace culturel Condorcet, complétée par la bibliothèque Montesquieu, l’espace culturel Edmond Delfour et les maisons des jeunes et de la culture Saint-Exupéry, Aimé Césaire et Maryse Bastié. Cette offre est complétée par le théâtre de verdure, le théâtre de L’Envol, animé par la compagnie de théâtre résidente L’Amin et par le cinéma Le Calypso totalisant cinq cent trente-huit places dans trois salles et classé « Art et Essai ». Une ludothèque et la maison de la musique Marc-Antoine Charpentier complètent l’offre d’éducation culturelle à destination des enfants.

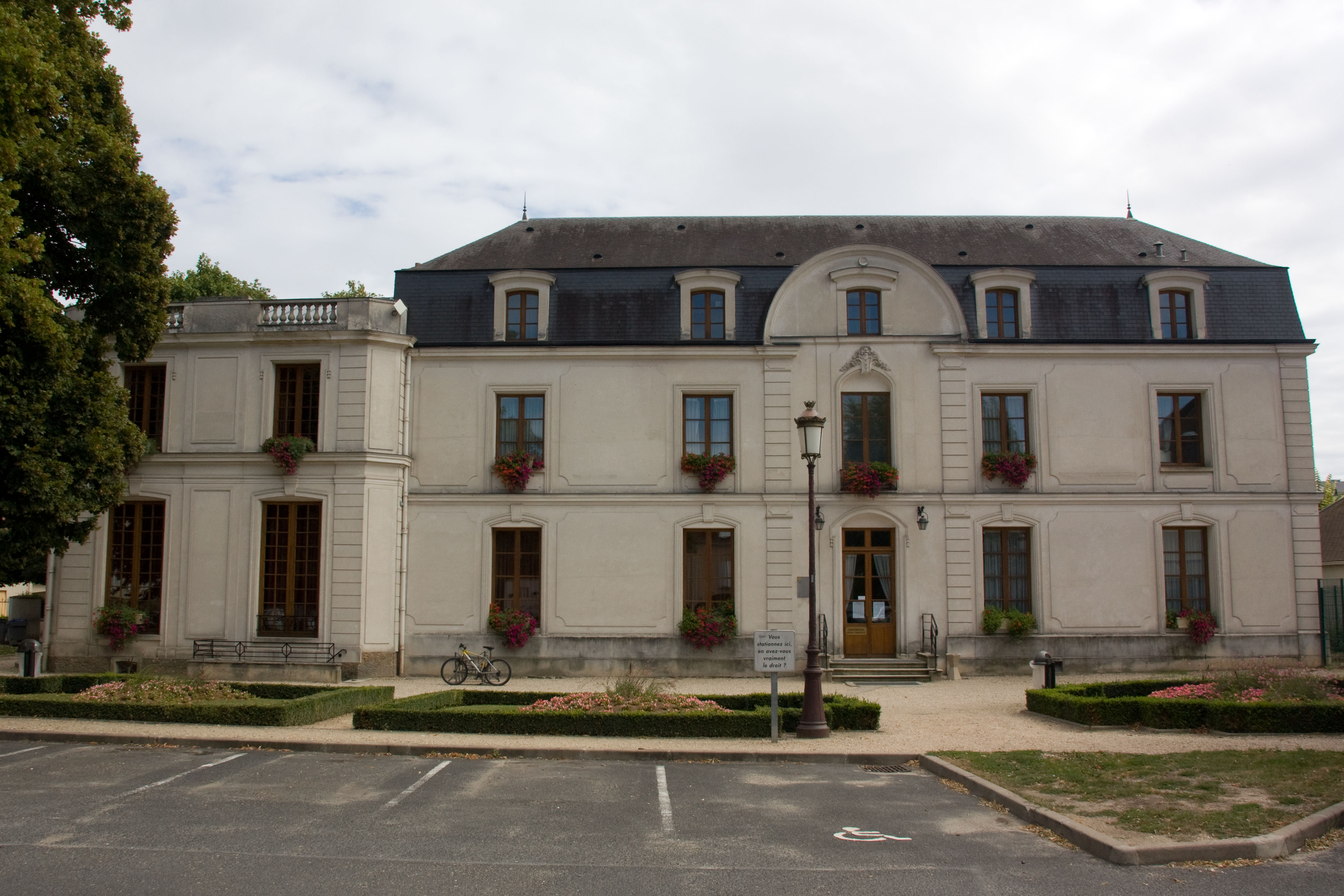
Le château des Marches, actuelle maison de la musique.
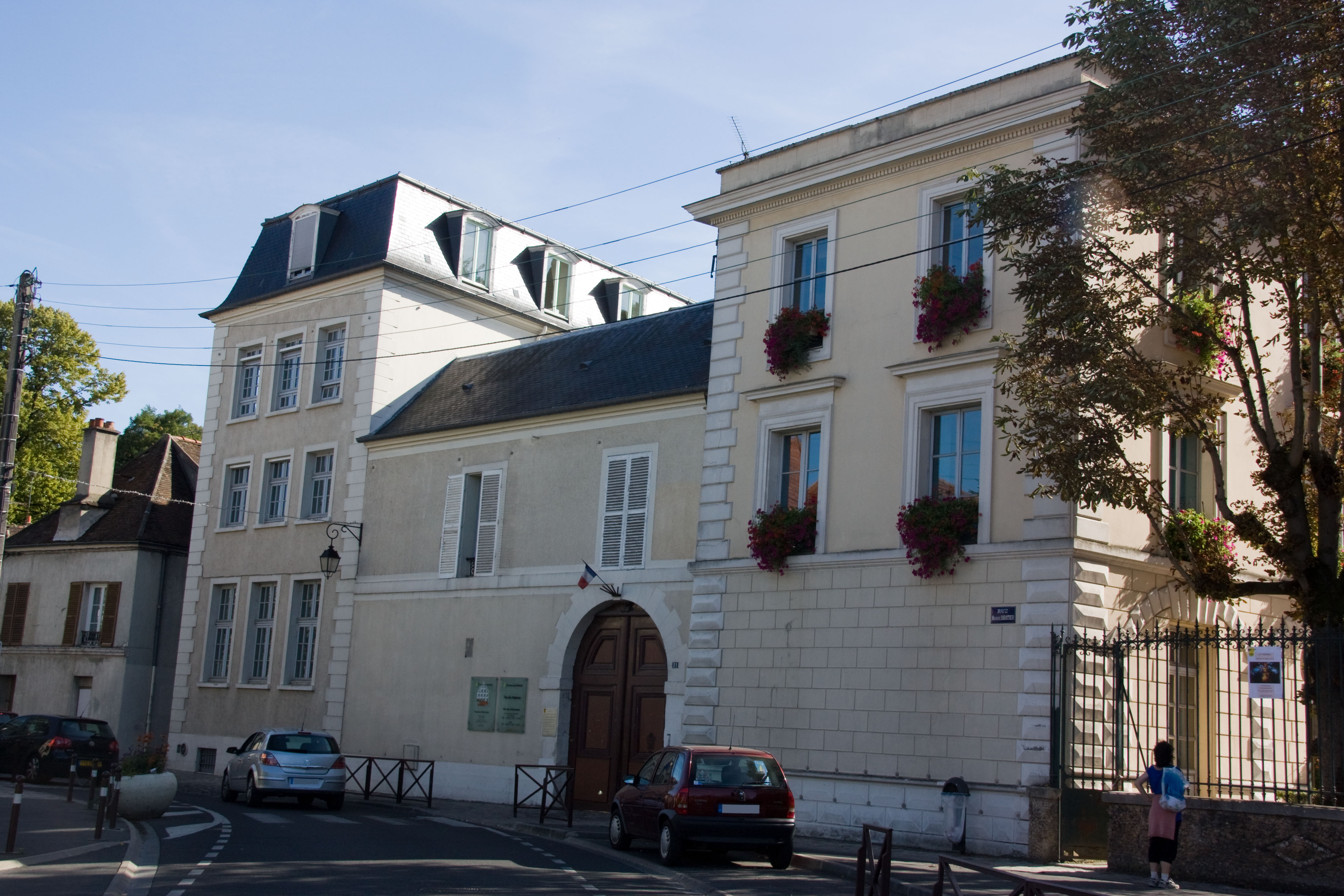
L’espace culturel Condorcet.
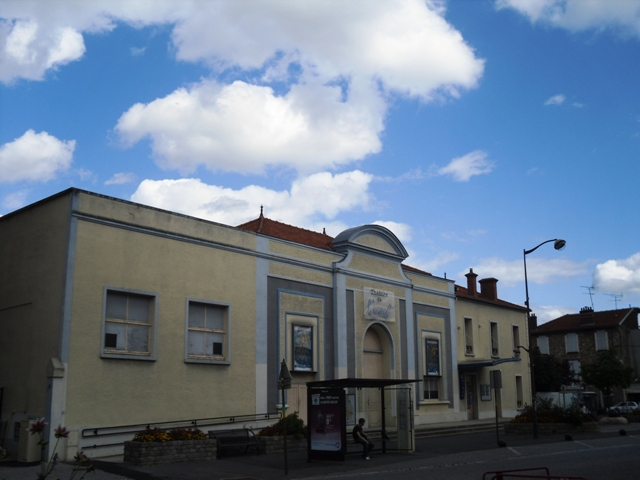
Le théâtre municipal de L’Envol.

### Sports

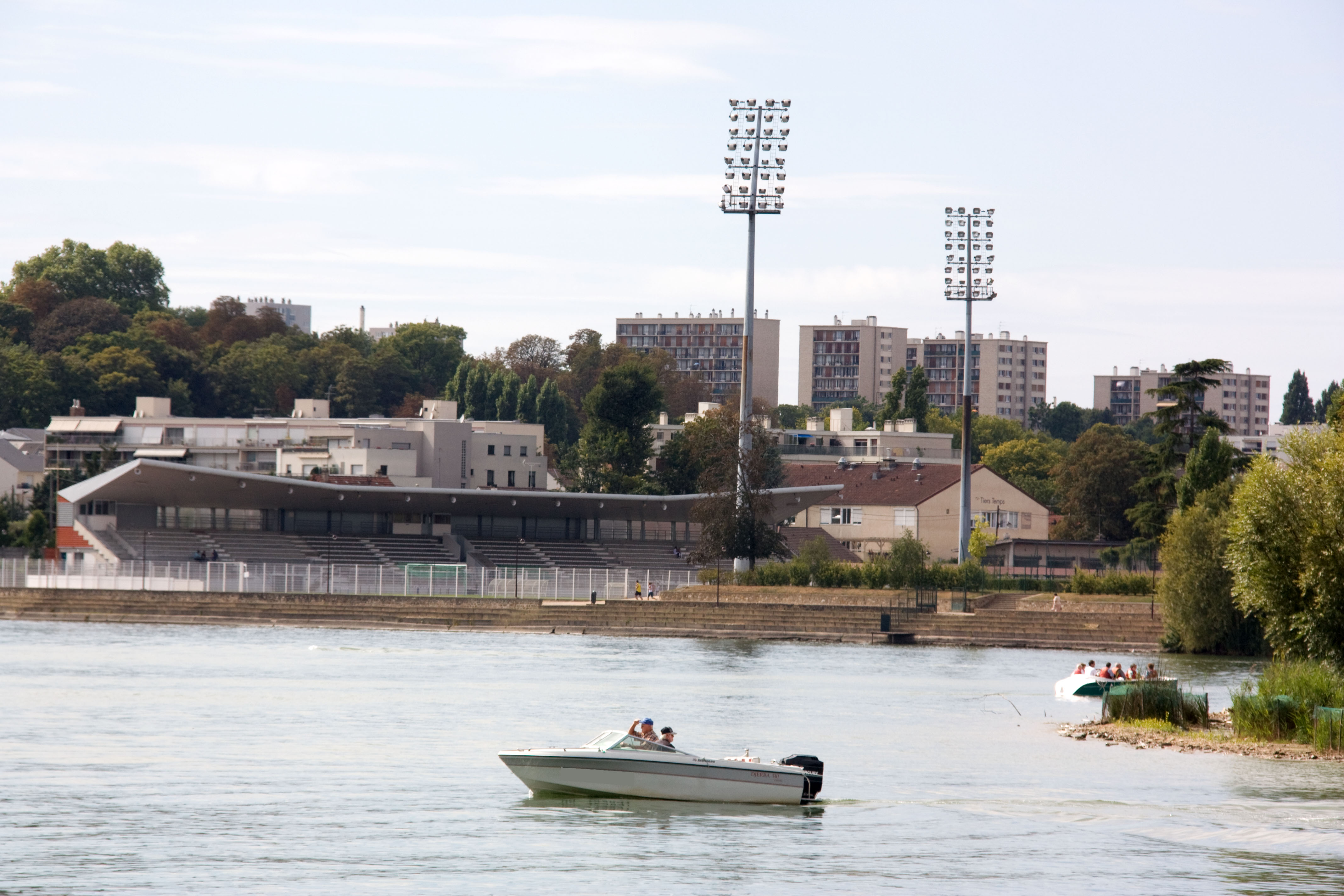
Vue du parc des sports Henri Longuet depuis le lac.

Le sport à Viry-Châtillon est encadré par l’école municipale des Sports pour les plus jeunes et l’office municipal des Sports pour les adultes. La commune dispose sur son territoire de plusieurs infrastructures permettant la pratique de diverses activités. 
La plus importante par sa taille est le parc des sports Henri Longuet, d’une capacité de 5 700 places qui dispose d’une piste d'athlétisme, d’un terrain de football et de courts de Tennis. 
À proximité se trouve la patinoire qui permet la pratique du patinage artistique, du curling et du hockey sur glace et la piscine des Lacs. 
S’ajoute la base nautique permettant la pratique du nautisme. 
Le stade Éric Durand permet la pratique du rugby (Viry-Châtillon rugby club) et du football (Entente Sportive Viry-Châtillon). 
Plusieurs gymnases sont répartis sur le territoire, Du Bellay pour les sports collectifs et le tennis de table, Albert Camus pour la danse, le karaté et la lutte, Léo Lagrange pour le basket-ball, Jules Verne pour le handball et le judo. 
La halle des sports est équipée pour l’athlétisme, le tennis et le patin à roulettes. 
Le boulodrome Serge Bosredon est accessible à tous, la salle Minerve est dédiée au tennis de table et la salle d'armes est équipée pour l’escrime.
Quarante-deux associations animent la pratique sportive dans la commune. 
Parmi celles-ci, plusieurs clubs sportifs s’illustrent aux niveaux régionaux et nationaux, dont l’Entente Sportive Viry-Châtillon en football, fondé en 1958 qui évolue en Championnat de France amateur et le Viry-Châtillon Essonne Hockey en hockey sur glace, fondé en 1971 qui évolue en Division 1. 
La commune partage aussi avec Évry le club d’athlétisme Viry Évry Nord Sud Essonne.
La commune a été ville-étape du Tour de France 1993.

### Enseignement

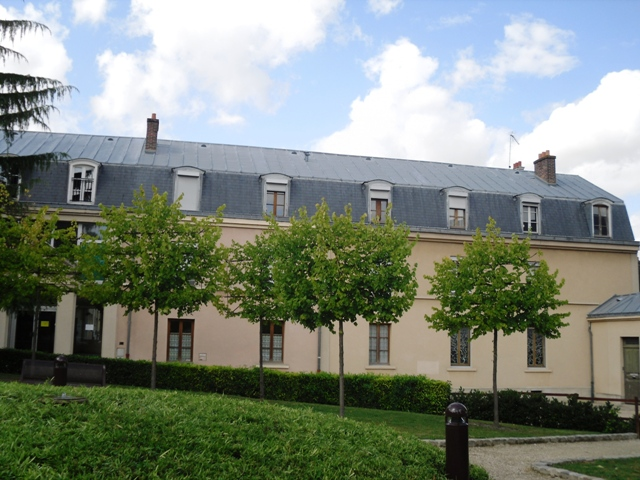
L’école Notre-Dame.

Les établissements scolaires de Viry-Châtillon sont rattachés à l’académie de Versailles.
En 2010, la commune accueille sur son territoire les écoles maternelles Louise Michel, Victor Hugo, Jean de La Fontaine, Alphonse Daudet, Jean-Pierre Claris de Florian, Charles Péguy, Charles Perrault, Minerve et Les Bleuets, les écoles élémentaires Jules Verne, Roland Cassier, René Descartes et Félix Esclangon et les écoles primaires Albert Camus, Joachim du Bellay et de l’Érable.
Toujours en 2010, la poursuite d’études vers le secondaire se font dans les collèges Olivier de Serres, Félix Esclangon et des Sablons sur le territoire communal, les élèves doivent ensuite se rendre au lycées Marcel Pagnol d’Athis-Mons, Gaspard Monge ou Jean-Baptiste Corot de Savigny-sur-Orge.
À cette offre publique s’ajoute l’ensemble scolaire Notre-Dame Saint-Louis Saint-Clément privé catholique sous contrat avec l’État et sous tutelle diocésaine qui assure la formation de l’école primaire au lycée. En 2009, ce lycée était classé par le magazine L'Express sixième dans le département avec un taux de réussite au baccalauréat toutes filières confondues de 98 % et 100 % pour les filières littéraire et économique et social.
Hors périodes scolaires et pour les jeunes enfants, la commune a mis en place des centres de loisirs installés dans les écoles chaque école et dans le bâtiment dédié Paul Éluard. Les structures Suzanne Lacore et Ariane servent de crèche et halte-garderie, elles sont complétées par la halte-garderie Françoise Dolto, la crèche collective Olympe de Gouges, la crèche parentale « Mini-chatouilles Maxi-gribouilles » et le relais d'assistantes maternelles Madeleine Brès. La fédération des conseils de parents d'élèves (FCPE) est représentée dans les établissements de la commune.

### Santé

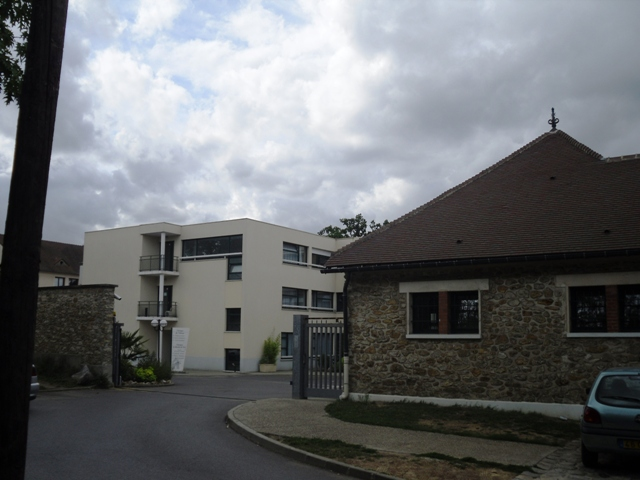
La clinique de L’Abbaye.

En 2009, Viry-Châtillon accueille la clinique de convalescence et rééducation fonctionnelle « Le Moulin de Viry » et la clinique psychiatrique de « L’Abbaye » gérées par le réseau ORPEA qui dispose de cent soixante lits,, les maisons de retraite « Tiers Temps » et « Villa Pierre L’Ermite », l’établissement d'hébergement pour personnes âgées dépendantes « Résidence Médicis » et les résidences services seniors « Husson », « Le Coteau » et « La Forêt » et l’institut médico-éducatif « L’Arc-en-Ciel » pour les personnes à mobilité réduite.
Deux centres de protection maternelle et infantile, sont implantés en 2013 dans la commune, complétés par un centre de planification familiale.
Les urgences sont traitées par le centre hospitalier de Juvisy-sur-Orge.
En 2009, quarante-sept médecins et onze chirurgiens-dentistes exercent dans la commune, neuf pharmacies sont installées sur son territoire.

### Autres services publics
Outre les services municipaux, Viry-Châtillon dispose en 2010 de diverses représentations du service public, dont trois bureaux de poste, l'un en centre-ville, sur le plateau (dont le maintien paraît, en 2018, menacé) et à la Cilof, un point information jeunesse, une agence pôle emploi.
Le point d'accueil de la CPAM a fermé en 2016 et celle du centre des finances publiques est programmée fin 2018.
En 2019, deux offices notariaux sont installés dans la commune.
La sécurité est assurée par le bureau de police de Viry-Châtillon rattaché au commissariat de police de Juvisy-sur-Orge, la commune dispose sur son territoire d’un centre de secours principal.

### Lieux de culte
La paroisse catholique de Viry-Châtillon est rattachée au secteur pastoral de Savigny-Viry et au diocèse d'Évry-Corbeil-Essonnes, elle dispose des églises Saint-Denis, Sainte-Bernadette, Notre-Dame-des-Cités et du Saint-Esprit. Le culte protestant réformé est organisé autour de l’église évangélique libre et de l’association La Parole vivante. L’ancien dispensaire ouvert par l’épouse d’Horace de Choiseul-Praslin abrite aujourd’hui un couvent des diaconesses de Reuilly. Dans l’enceinte d'une résidence privée (anciennement maison de retraite Pierre L’Ermite), se trouve une chapelle dédiée au religieux Pierre l'Ermite.

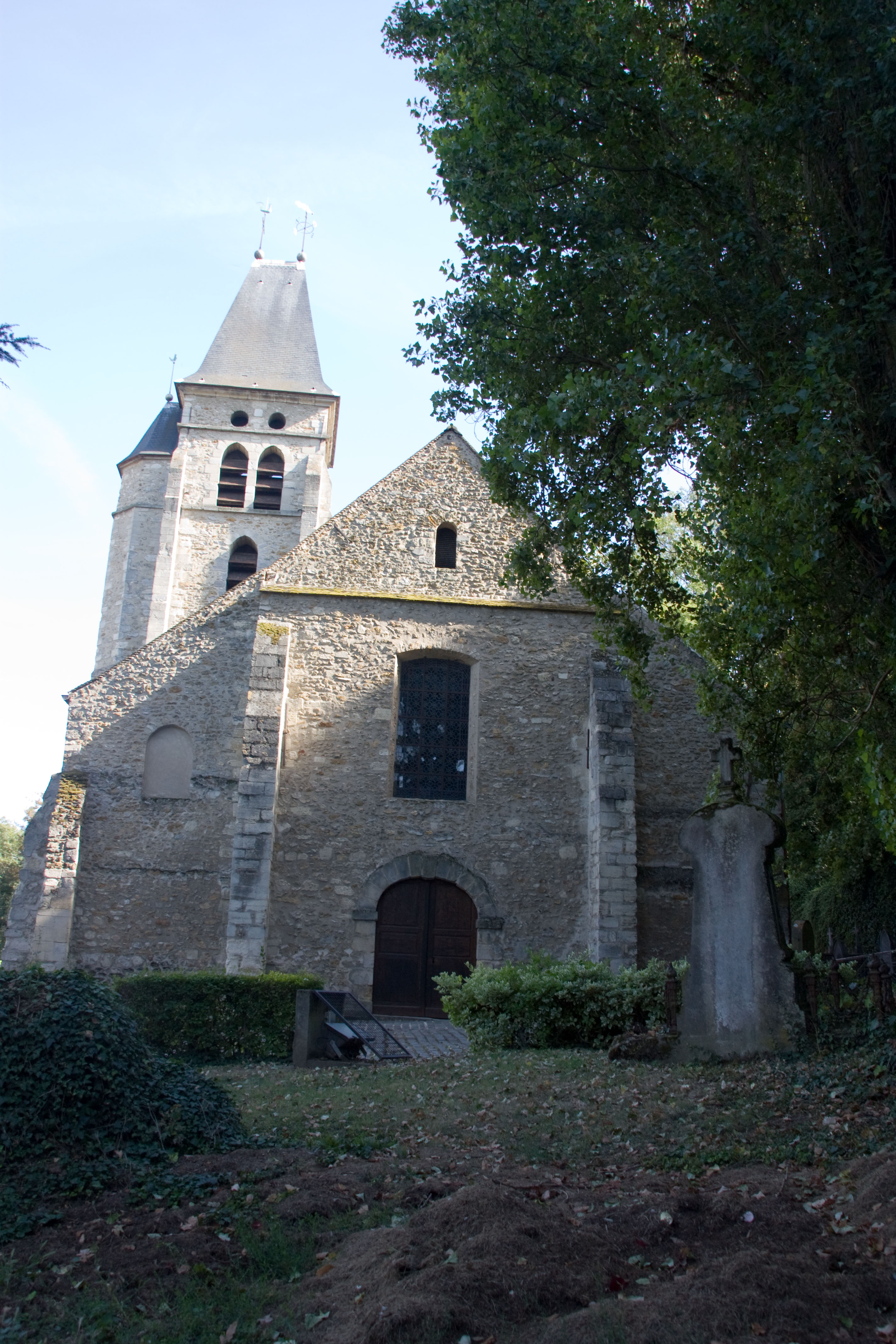
L’église Saint-Denis.
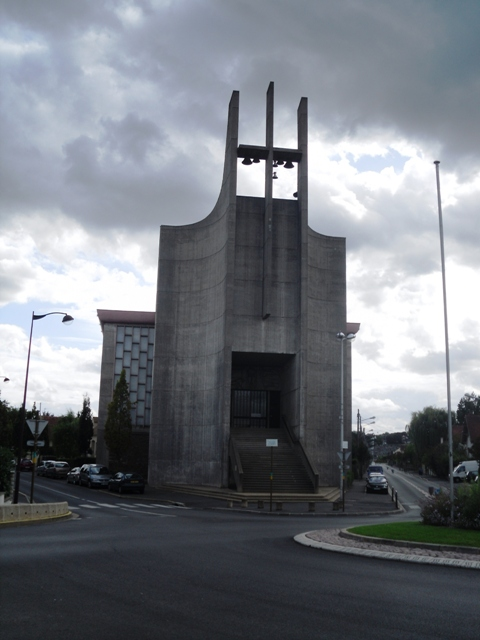
L’église du Saint-Esprit.
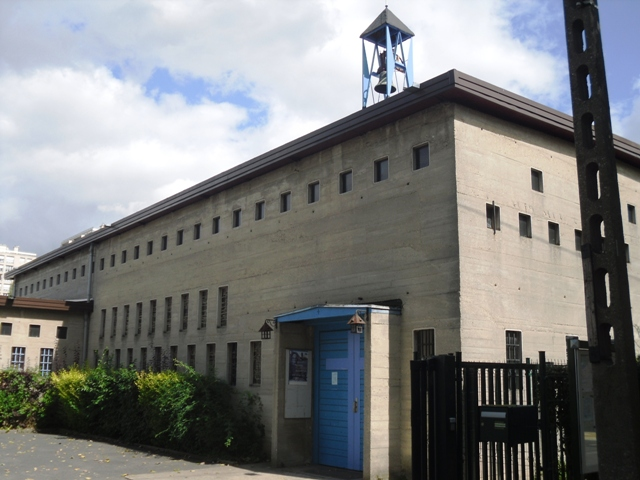
L’église Sainte-Bernadette.
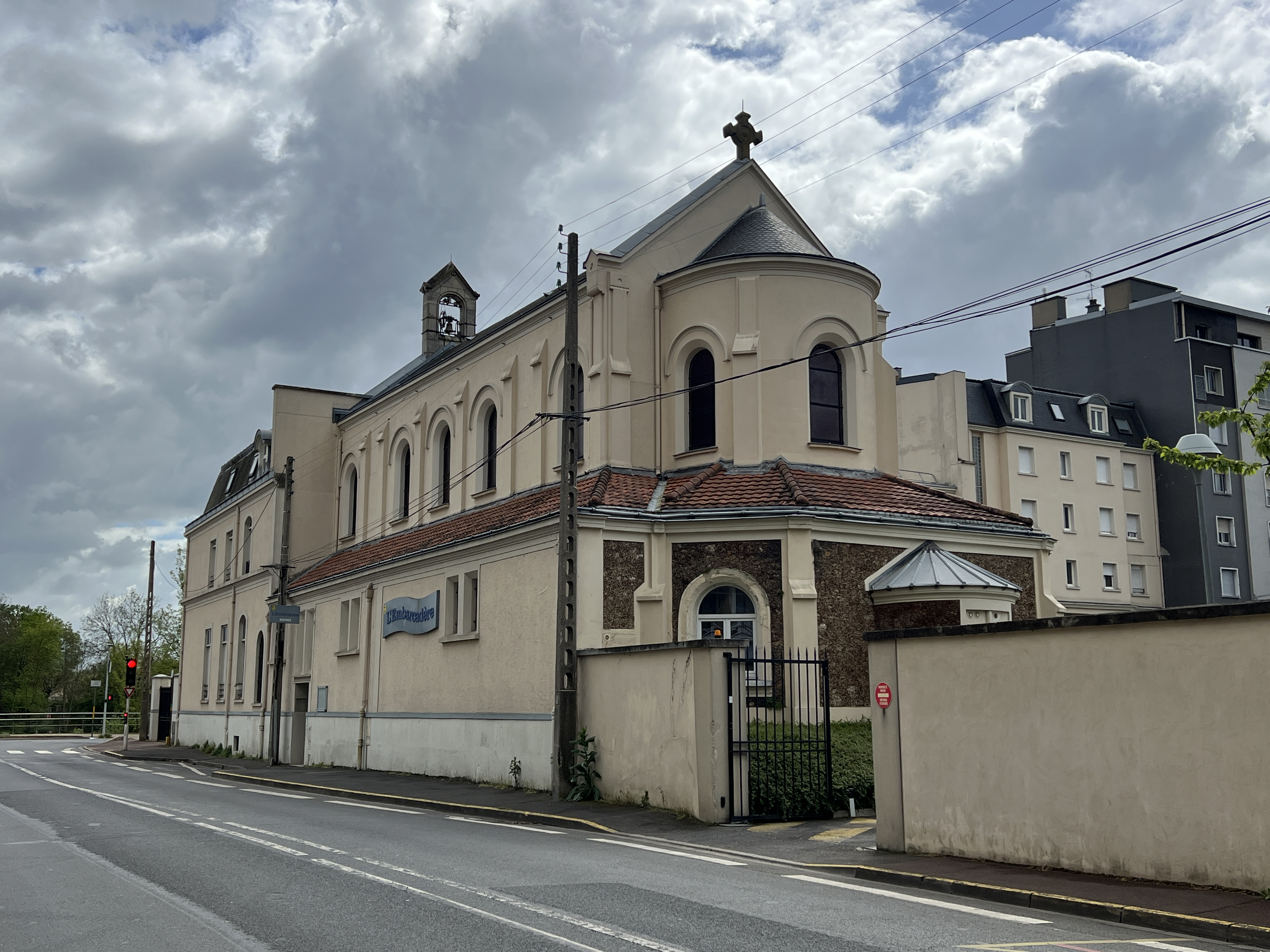
La chapelle Pierre L’Ermite.
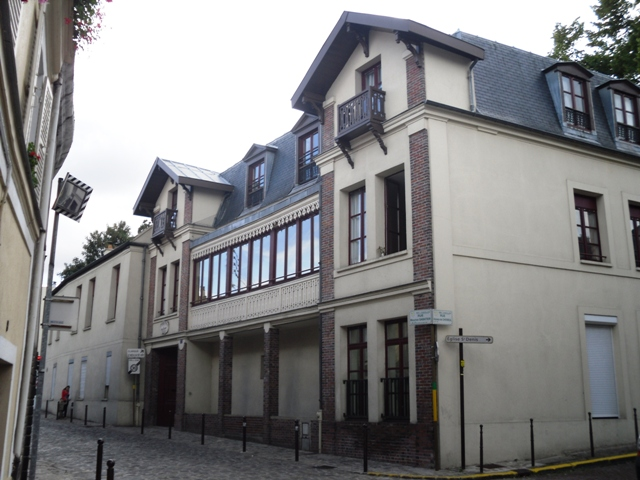
Le couvent du Benoist-Préau.

### Media
La commune est située dans le bassin d’émission des chaînes de télévision France 3 Paris Île-de-France Centre, IDF1 et Téléssonne intégré à Télif. L’hebdomadaire Le Républicain relate les informations locales dans son édition Nord-Essonne comme la station de radio EFM.

## Économie

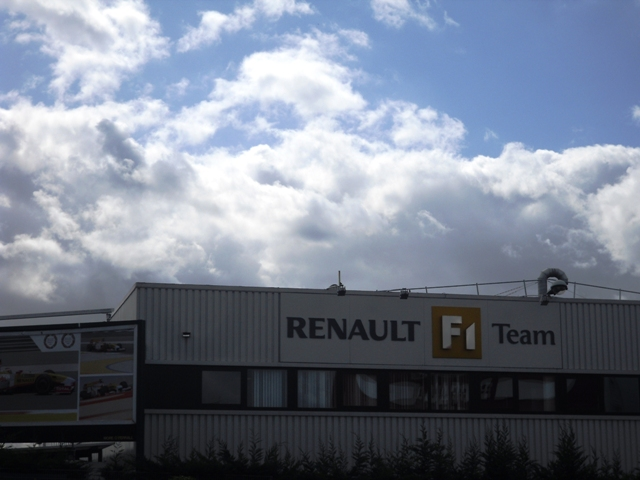
Le siège de Renault F1 Team.

Viry-Châtillon est principalement une commune résidentielle avec un espace limité consacré aux industries et aux commerces. La commune est intégrée par l’Insee au bassin d'emploi d’Orly qui regroupait en 2006 trente communes et 469 279 habitants, les Castelvirois représentant 6,66 % de cette population.
Dans cette zone d’emploi, 211 488 personnes avaient un emploi, en 2006, 7,2 % de la population était au chômage. Dans la commune, la population active était évaluée à 15 566 personnes, mais le taux de chômage était fixé à 9,6 %, la commune ne disposant d’ailleurs sur son territoire que de 8 513 emplois, une part importante de la population, 84,3 % exactement, est donc contrainte de se déplacer dans la région pour trouver un emploi.
La commune ne dispose en 2009  que de la zone d'activités industrielle du président Kennedy qui est occupée par notamment par le siège français de Alpine F1 Team, et des abords de la route nationale 7 et de la Seine pour accueillir des enseignes de grande distribution. Deux centres commerciaux sont installés dans la commune, l’un sur le plateau, historiquement sous l’enseigne E.Leclerc et dans le centre à l’enseigne Intermarché. Au total, la commune compte neuf cent quarante-huit entreprises sur son territoire et quarante-six furent créées en 2007. Pour remédier à ce relatif déficit de structures et d’emplois, l’intercommunalité a développé une pépinière d'entreprises et deux hôtels d’entreprises.
Installée sur le territoire, la chaufferie alimentant le quartier de La Grande Borne est classée au registre français des émissions polluantes pour ses rejets importants de dioxyde de carbone. La situation de la commune en bordure de l’autoroute et à proximité de centres urbains importants lui vaut de disposer en 2009 de quatre hôtels pour un nombre total de deux cent cinquante-trois chambres, la commune n’est cependant pas touristique puisque seulement cinquante-sept logements, soit 0,4 % du parc étaient classés comme résidence secondaire.
Trois marchés se tiennent sous la halle en centre-ville, les mardis, vendredis et dimanches matin.

### Emplois, revenus et niveau de vie
La démographie économique de la commune se distingue aussi par la répartition des catégories socioprofessionnelles, les employés et les professions intermédiaires étant nettement surreprésentés par rapport à la moyenne de la zone d’emploi ou du pays, au détriment des catégories supérieures que sont les cadres.
De la même façon, les secteurs des services aux entreprises et de la construction se démarquent fortement dans la commune, ce dernier étant pourtant relativement sous-représenté dans la zone d’emploi et d’autant plus au niveau national. Les travailleurs apparaissent aussi en situation relativement précaire puisque seulement 83 % des hommes et 84 % des femmes salariés disposaient d’un emploi fixe. Cette situation entraîne une relative faiblesse du niveau de vie, le revenu net imposable moyen s’établissant en 2006 à 23 352 euros et 34,7 % de la population était non imposable.
Le revenu fiscal médian par ménage était en 2006 de 18 947 euros, ce qui plaçait Viry-Châtillon au cinq mille cent septième rang parmi les 30 687 communes de plus de cinquante ménages en métropole et au cent soixante-et-onzième rang départemental.
En 2010, le revenu fiscal médian par ménage était de 32 004 €, ce qui plaçait Viry-Châtillon au 10 699e rang parmi les 31 525 communes de plus de 39 ménages en métropole.
| Répartition des emplois par catégories socioprofessionnelles en 2006. |              |                                           |                                                   |                            |                          |                           |
|                                                                       | Agriculteurs | Artisans, commerçants, chefs d’entreprise | Cadres et professions intellectuelles supérieures | Professions intermédiaires | Employés                 | Ouvriers                  |
| Viry-Châtillon                                                        | 0,0 %        | 5,3 %                                     | 13,9 %                                            | 29,9 %                     | 30,7 %                   | 20,2 %                    |
| Zone d’emploi d’Orly                                                  | 0,1 %        | 4,6 %                                     | 15,2 %                                            | 27,8 %                     | 30,3 %                   | 22,1 %                    |
| Moyenne nationale                                                     | 2,2 %        | 6,0 %                                     | 15,4 %                                            | 24,6 %                     | 28,7 %                   | 23,2 %                    |
| Répartition des emplois par secteurs d’activités en 2006.             |              |                                           |                                                   |                            |                          |                           |
|                                                                       | Agriculture  | Industrie                                 | Construction                                      | Commerce                   | Services aux entreprises | Services aux particuliers |
| Viry-Châtillon                                                        | 0,3 %        | 6,8 %                                     | 15,6 %                                            | 14,8 %                     | 18,1 %                   | 5,9 %                     |
| Zone d’emploi d’Orly                                                  | 0,5 %        | 8,1 %                                     | 7,2 %                                             | 15,0 %                     | 14,3 %                   | 6,3 %                     |
| Moyenne nationale                                                     | 3,5 %        | 15,2 %                                    | 6,4 %                                             | 13,3 %                     | 13,3 %                   | 7,6 %                     |
| Sources : Insee                                                       |              |                                           |                                                   |                            |                          |                           |

## Culture locale et patrimoine

### Lieux et monuments

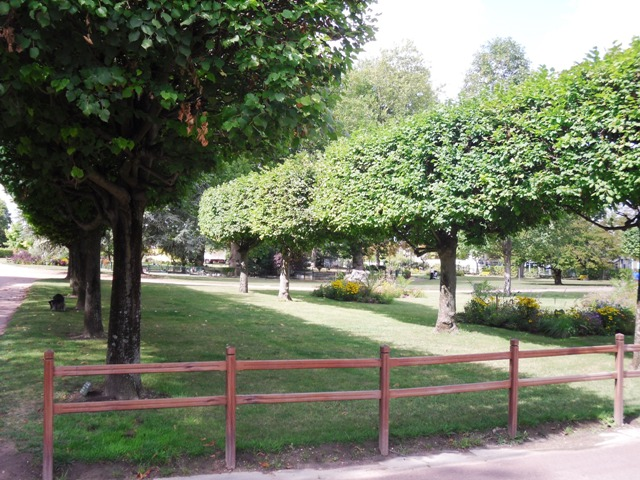
Le parc André Leblanc.

Un total de cinquante hectares de parcs et jardins sont répartis sur le territoire communal, les plus importants sont le parc Choiseul à proximité du château, le parc Duparchy en bordure de l'Orge dans le quartier des Coteaux de l’Orge, le parc du Pré aux Bœufs dans le quartier de Châtillon en bordure de la route nationale 7, le parc André Leblanc en centre-ville, le parc à Bateaux et la promenade des bords du lac, aménagées autour de l’étang de la Justice et des Noues de Seine.
Dans le cadre de la préservation de l’environnement, le département a défini comme « Espace naturel sensible » les abords du lac et les bois du parc de Choiseul et du lycée Saint-Louis.
Le patrimoine architectural de Viry-Châtillon est constitué de divers éléments, dont certains ont fait l’objet d’un recensement par le ministère de la Culture.
- L'église Saint-Denis, rue Horace-de-Choiseul, construite au XIIe siècle sur les bases d'une première église, est  remarquable pour son clocher recouvert d'un toit d'ardoises. Elle est inscrite aux monuments historiques[165]. En mauvais état, elle a dû être fermée en 2014[166],[167]
- Le nymphée fut aménagé entre 1674 et 1692 par Mme Despinville, alors propriétaire du domaine, à partir d’éléments de décor plus anciens provenant d’un pavillon du parc, précédemment détruit. La mode des « grottes » artificielles ornées de rocaille apparaît en effet dès la Renaissance.
- L’immeuble du XVIIe siècle abritant l’institution Saint-Clément classé Monument historique[168].
- Les bornes révolutionnaires no 11 et 12 balisant l’ancienne route de Corbeil à Versailles, portant un marque de bonnet phrygien sont inscrites aux Monuments historiques[169].
- Les bâtiments ornant les parcs du Pied de Fer du XVIIe siècle et de Choiseul permettent un classement au titre des jardins remarquables. L’hôtel de ville actuel occupe les locaux de l’ancien château Lacroix, construit en 1845[170].
- L’actuelle maison des associations occupe la précédente mairie construite en 1888[171].
- Un lavoir, rue Horace-de-Choiseul, planté à flanc de coteau près de l’église Saint-Denis construit en 1633 subsiste, alimenté par la source Saint-Denis[172]. C'est le dernier des trois dont disposait le village, les deux autres, édifiés sur l'Orge, disparaissent vers 1933[173].

- Un moulin à vent du XIXe siècle[174].
- De l’ancien aérodrome de Port-Aviation, ne reste que le bâtiment appelé « mess des officiers », qui abritait l’hôtel à colombages[175]. Labellisé « patrimoine d’intérêt régional »  en 2019, le bâtiment racheté par la commune en 1983 mais en mauvais état devrait ainsi pouvoir bénéficier de travaux et, peut-être, rouvrir au public[176].

- Le Port Longuet, port fluvial de Châtillon.

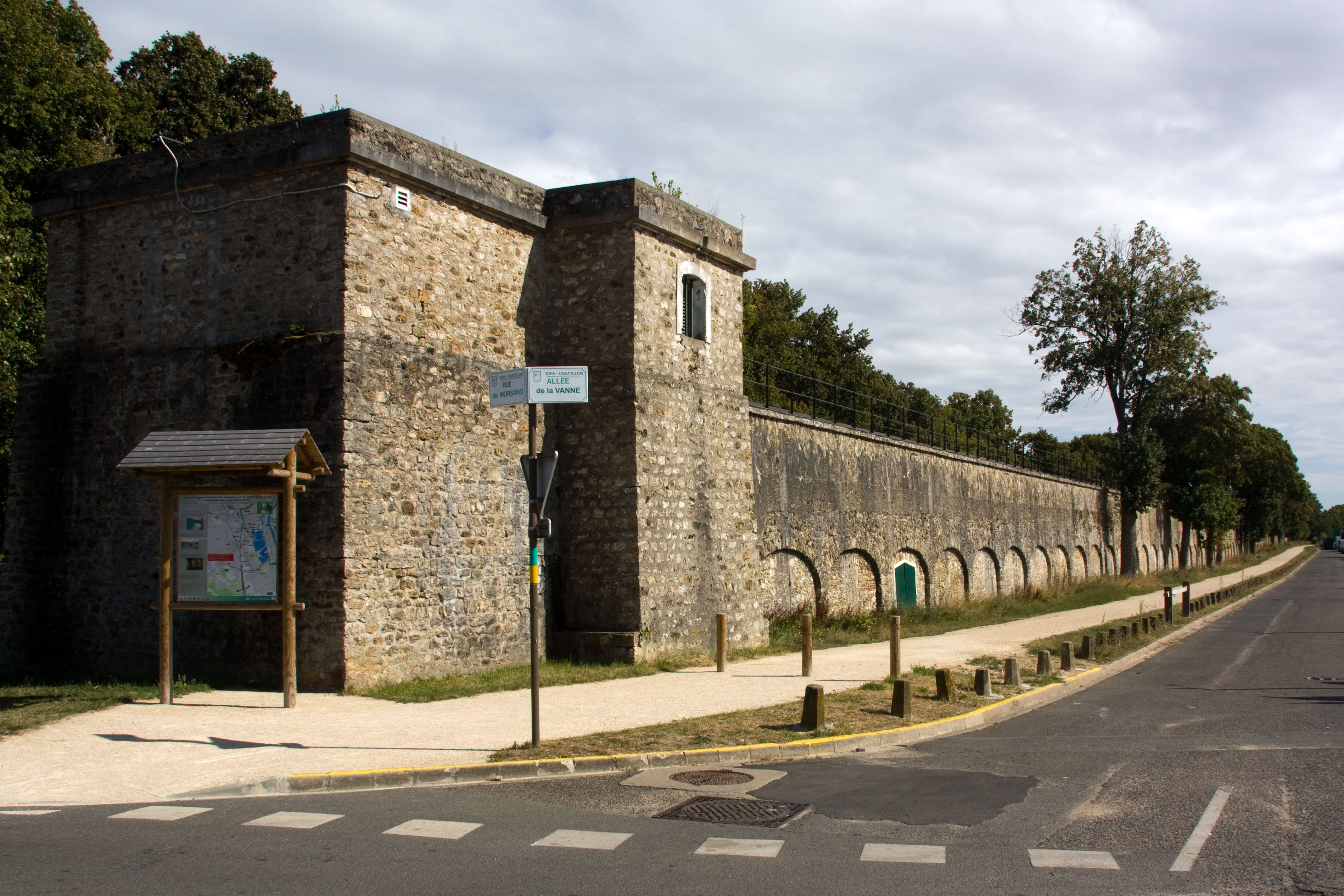
L’aqueduc de la Vanne et du Loing.
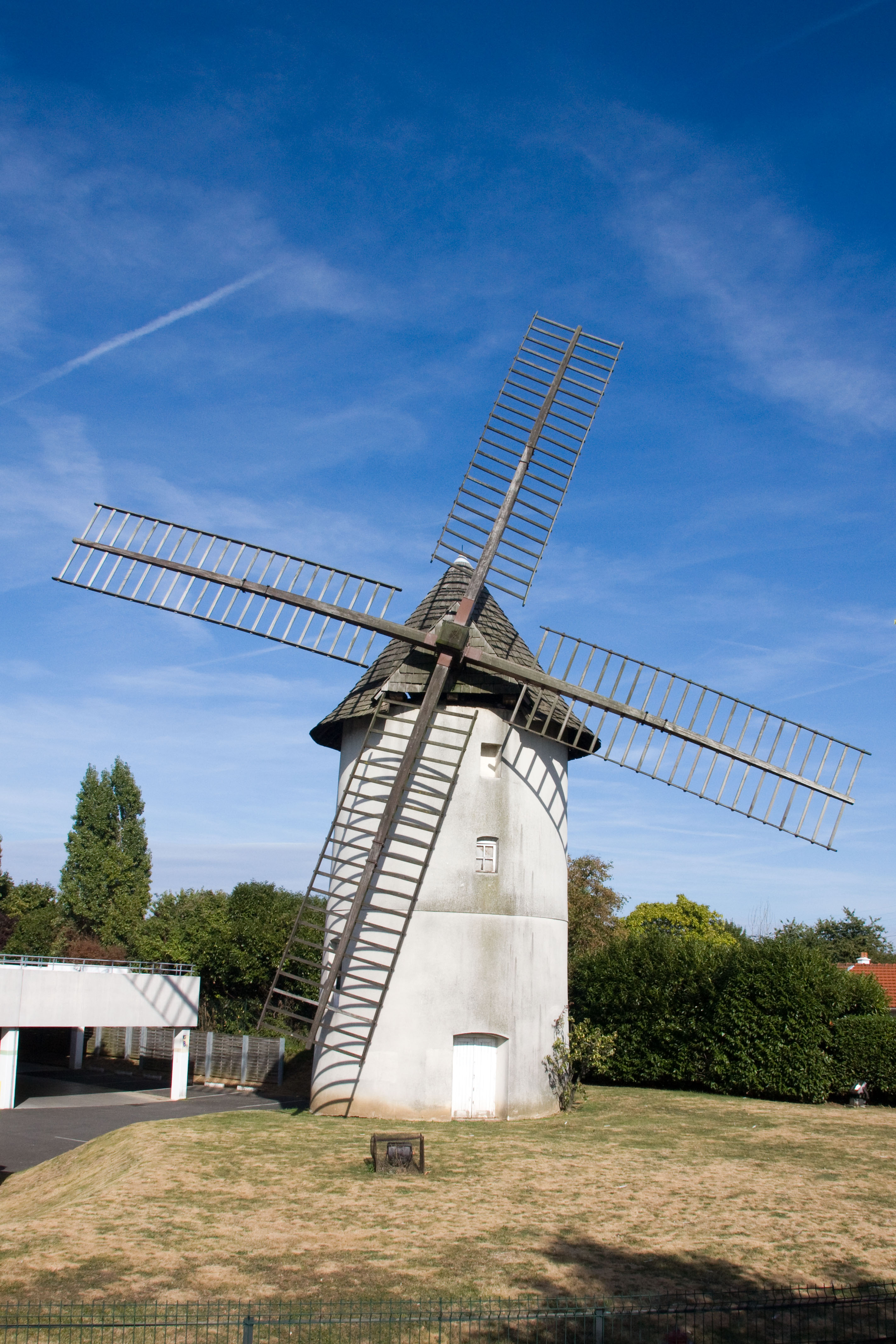
Le moulin de Viry.
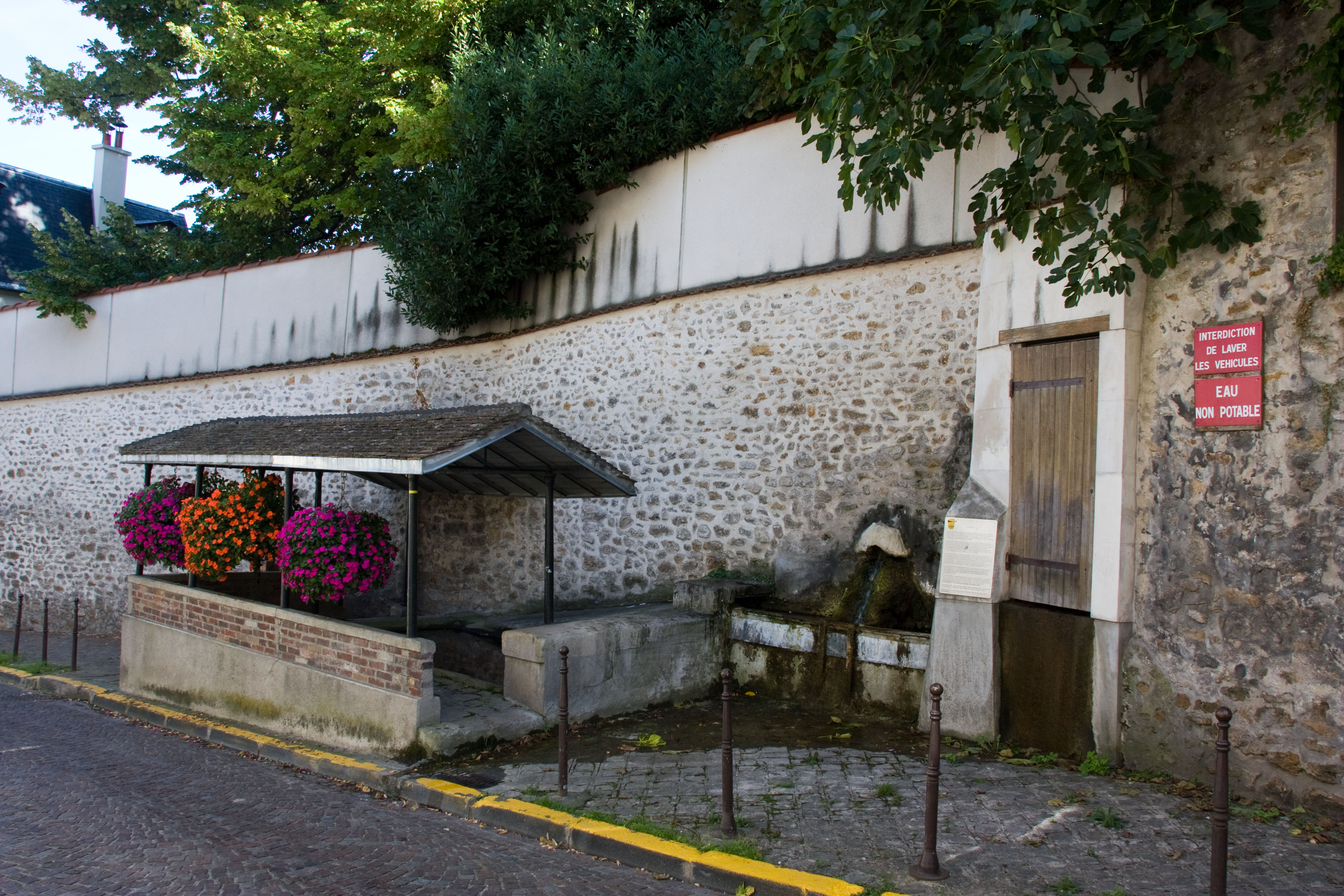
Le lavoir Saint-Denis.
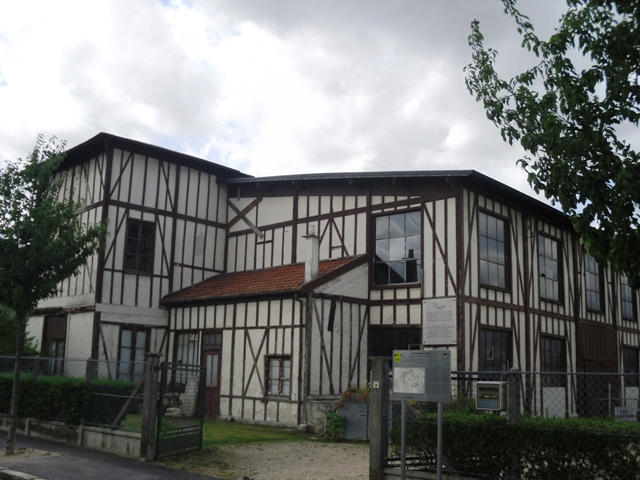
L’ancien hôtel de Port-Aviation.

### Personnalités liées à la commune
Différents personnages publics sont nés, décédés ou ont vécu à Viry-Châtillon :

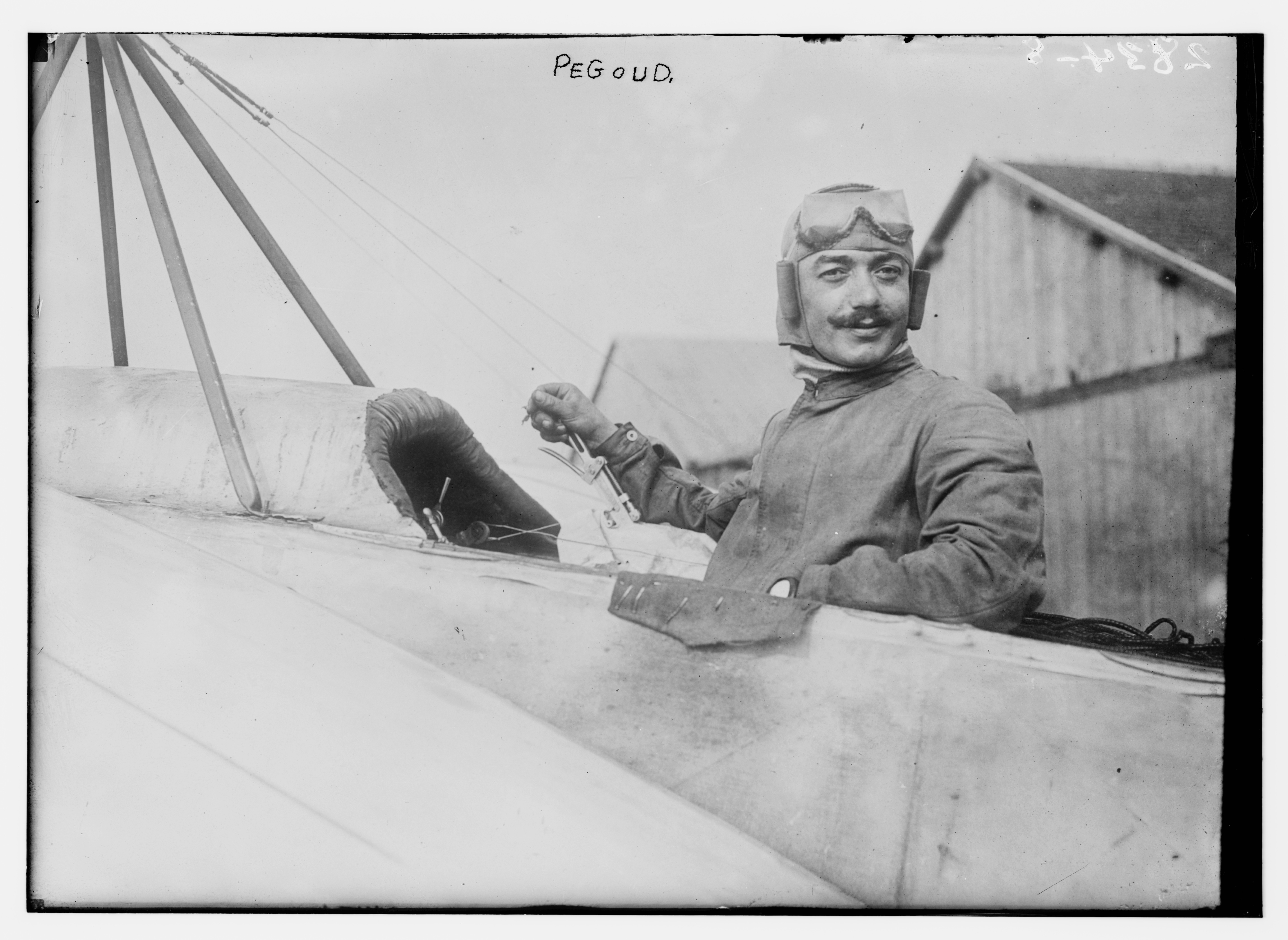
Adolphe Pégoud.

- Jacques Accambray (1950- ), athlète y fut licencié.
- Ted Kelton Agasson (1973- ), footballeur y fut licencié.
- Gustave Aimard (1818-1883), écrivain y vécut.
- Gabriel Amard (1967- ), homme politique en fut maire et conseiller général.
- Ghislain Bagnon (1978- ), footballeur y fut licencié.
- Émile Bayard (1868-1937), écrivain y est né.
- Pierre Béchu (1959-1988), danseur sur glace y entraîna et y est enterré
- Pierre-Édouard Bellemare (1985- ), hockeyeur y fut licencié.
- Houda Benyamina (1981- ), actrice, scénariste, réalisatrice, y est née.
- Louis Blériot (1872-1936), aviateur y exerça.
- Frédéric Borgnet (1976- ), hockeyeur y fut licencié.
- Lucien Bossoutrot (1890-1958), aviateur et homme politique y est mort.
- Lluís Companys i Micó (1911-1956), fils du président catalan Lluís Companys, y fut hospitalisé à l'hôpital psychiatrique de l'Abbaye[177];

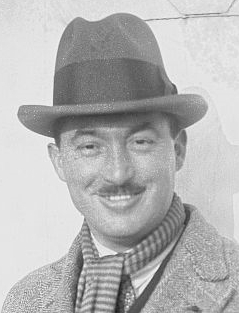
Lucien Bossoutro

- Horace de Choiseul-Praslin (1837-1915), homme politique y vécut.
- Morlaye Cissé (1983- ), footballeur y fut licencié.
- Jennifer Decker (1982- ), actrice y a étudié.
- Edmond Delfour (1907-1990), footballeur y vécut et y fut licencié.
- Sébastien Dermigny (1981- ), hockeyeur y fut licencié.
- Christophe Desbouillons (1958- ), footballeur y fut entraîneur.
- Ibrahim Diarra (1983- ), rugbyman y fut licencié.
- Mohamadou Diarra (1983- ), rugbyman y fut licencié.
- Alex Di Rocco (1970- ), footballeur y fut entraîneur.
- Ladji Doucouré (1983- ), athlète y vécut et y fut licencié.

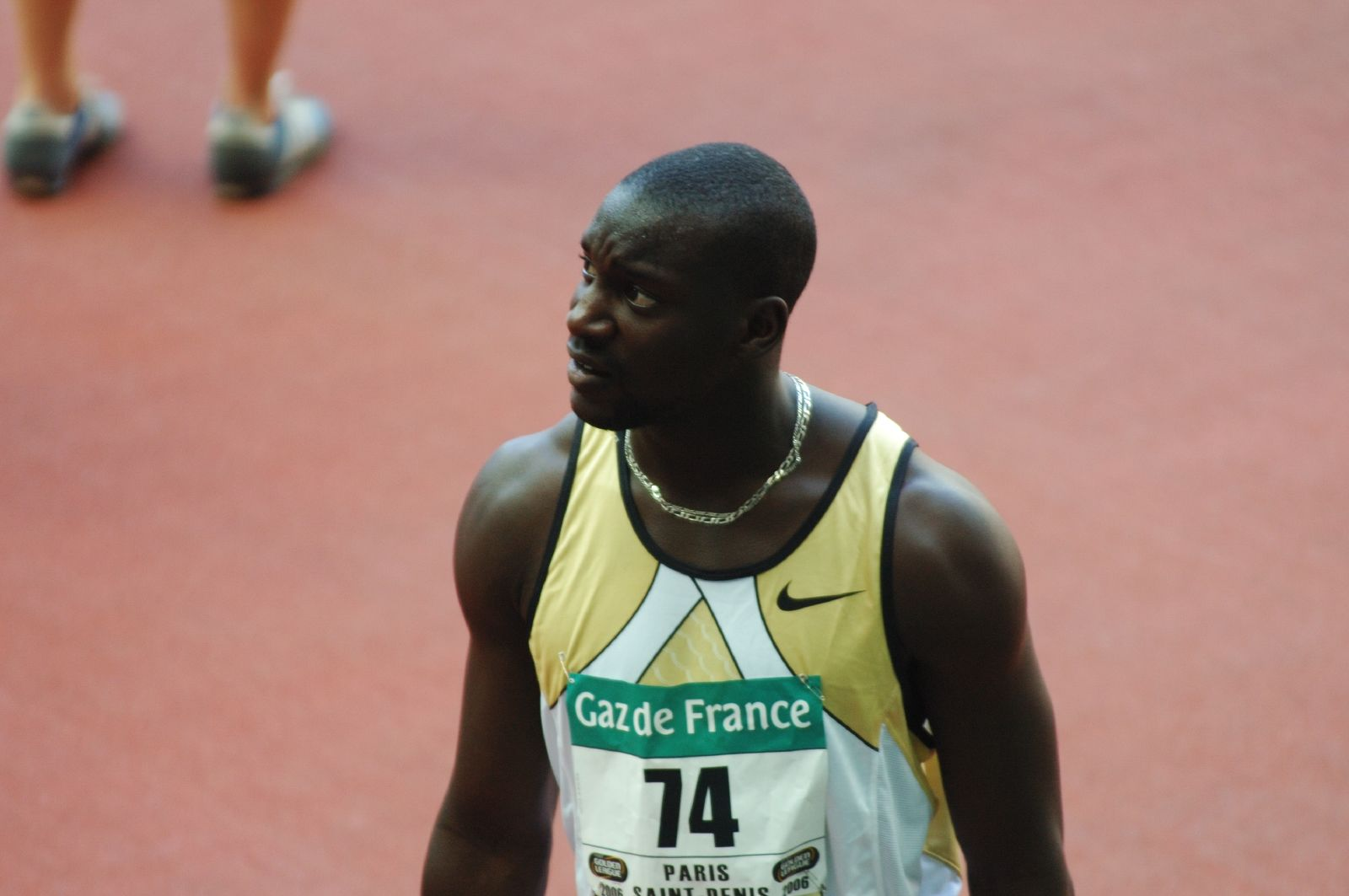
Ladji Doucouré.

- Ferdinand Ferber (1862-1909), aviateur y exerça.
- Joseph François Foullon (1715-1789), intendant des Finances et de la Marine s’y cacha.
- Louis-Benjamin Francœur (1773-1849), mathématicien en fut maire.
- Maurice Fraudeau (1924-2000), homme politique y est mort.
- Rudi Garcia (1964- ), footballeur y fut licencié.
- Roland Garros (1888-1918), aviateur y exerça.
- Antoine Gauzy, membre de la bande à Bonnot y est décédé.
- Phil Groeneveld (1974- ), hockeyeur y fut licencié.
- Benoît Groulx (1968- ), hockeyeur y fut licencié.
- Olivier Guégan (1972- ), footballeur y fut licencié.
- Thierry Henry (1977- ), footballeur y fut licencié.
- Nathalie Hervé (1963-), danseuse sur glace y entraîna.
- Jacques Jouet (1947- ), écrivain, membre de l’Oulipo y vécut.
- Germaine Kerjean (1893-1975), actrice y est morte.
- Pierre Lacroix (1959- ), hockeyeur y fut licencié.
- Francis Larivée (1977- ), hockeyeur y fut licencié.
- Michel-Édouard Leclerc (1952- ), homme d'affaires y étudia.
- Yann Lecompère (1981- ), hockeyeur y fut licencié.
- Laurent Lecomte (1965- ), hockeyeur y fut licencié.
- Martin Lepage (1974- ), hockeyeur y fut licencié.
- Joseph Mahmoud (1955- ), athlète y fut licencié.
- Jean-Maurice Mourat (1946- ), guitariste y enseigna.
- Seyni N'Diaye (1973- ), footballeur y fut formé.
- Pierre Notte (1969- ), dramaturge et journaliste y enseigna.
- Jean-Pierre Orts (1960- ), footballeur y fut entraîneur.
- Adolphe Pégoud (1889-1915), aviateur y exerça.
- Quentin Pépy (1987- ), hockeyeur y fut licencié.
- Charles Perrault (1628-1703), homme de lettres y vécut.
- Claude Perrault (1613-1688), architecte y vécut.
- Nicolas Perrault (1624-1662), théologien y vécut.
- Pierre Perrault (1611-1680), écrivain y vécut.
- Jean-Frédéric Perregaux (1744-1808), homme d'affaires et premier directeur de la Banque de France y est mort.
- Jean-Marc Pilorget (1958- ), footballeur y fut entraîneur.
- Bernard Placzek (1936- ), footballeur y fut licencié et entraîneur.
- Camille Polonceau (1813-1859), ingénieur des chemins de fer y est mort.
- Gustave Ernest Polonceau (1832-1900), ingénieur des chemins de fer, issu de l’École centrale des arts et manufactures y est mort.
- Michel Poncet de La Rivière (1671-1730), évêque et académicien y vécut.
- Christophe Renard (1970- ), hockeyeur y fut licencié.
- Patrick Rolland (1969- ), hockeyeur y fut licencié.
- Antoine de Sartine (1729-1801), ministre de la Marine y vécut.
- Grégory Sertic (1989- ), footballeur y fut licencié.
- Jean-Claude Sozzi (1943- ), hockeyeur y fut licencié.
- François Tracanelli (1951- ), athlète y fut licencié.
- Yann Vannienwenhove (1981- ), hockeyeur y fut licencié.
- Alexandre Villaplane (1904-1944), footballeur, y vécut.
- Taras Zytynsky (1962- ), hockeyeur y fut licencié.

### Héraldique et logotype

Logo.

| Blason de Viry-Châtillon | Blason  | De gueules au château de deux tours couvertes d'argent, ouvert du champ, ajouré de sable, accompagné de trois annelets d'or. |
| Blason de Viry-Châtillon | Détails | La commune s'est en outre dotée d'un logotype rappelant son passé aéronautique.                                              |